# Llegenda negra espanyola
|  | Per a altres significats, vegeu «Llegenda negra». |

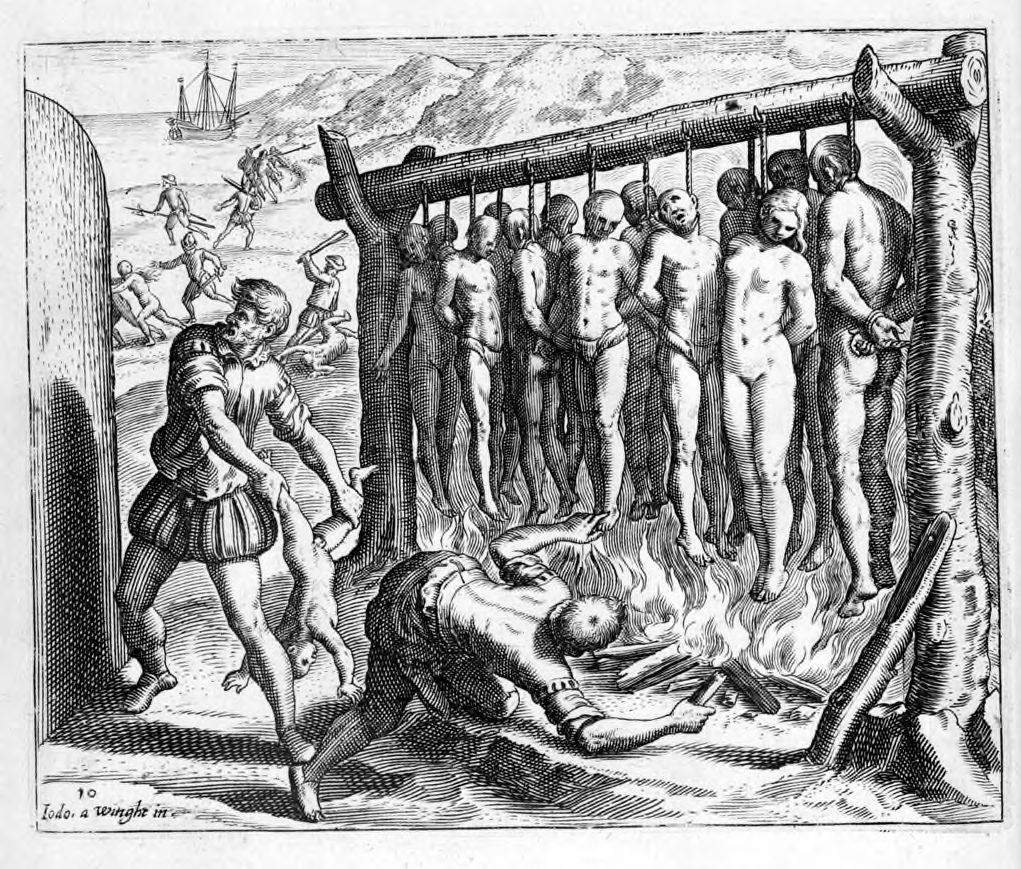
Caricatura del neerlandès Theodor de Bry (1528-1598) mostrant la suposada crema d'indígenes a Amèrica. L'obra de Theodor de Bry és característica de la propaganda antiespanyola que va sorgir en països protestants com Països Baixos i el Regne Unit a la fi del arran de la forta rivalitat comercial i militar amb l'Imperi Espanyol.

La llegenda negra espanyola és una teoria defensada pel corrent historiogràfic que afirma l'existència i la difusió de propaganda antiespanyola i anticatòlica. El diccionari de la Reial Acadèmia Espanyola defineix llegenda negra com a «opinió contra l'espanyol difosa a partir del segle XVI» i com a «opinió desfavorable i generalitzada sobre algú o alguna cosa, generalment infundada». Pel que fa a la Gran Enciclopèdia Catalana, s'usa per definir-la el terme castellà Leyenda Negra.

## Definició
Se sol atribuir la paternitat del terme «llegenda negra» a Julián Juderías y Loyot, però l'origen real del terme és desconegut. Almenys Emilia Pardo Bazán i Vicente Blasco Ibáñez van emprar el terme en el sentit actual abans que Juderías, però seria Julián Juderías el seu gran difusor i qui descriu el concepte en 1914 en el seu llibre La Leyenda Negra com:
| «                                                  | […] l'ambient creat pels relats fantàstics que sobre la nostra pàtria han vist la llum pública a tots els països, les descripcions grotesques que s'han fet sempre del caràcter dels espanyols com a individus i col·lectivitat, la negació o almenys la ignorància sistemàtica de quant és favorable i bell en les diverses manifestacions de la cultura i de l'art, les acusacions que en tot temps s'han llançat sobre Espanya fundant-se para això en fets exagerats, mal interpretats o falsos íntegrament, i, finalment, l'afirmació continguda en llibres pel que sembla respectables i verídics i moltes vegades reproduïda, comentada i ampliada en la Premsa estrangera, que la nostra Pàtria constitueix, des del punt de vista de la tolerància, de la cultura i del progrés polític, una excepció lamentable dins del grup de les nacions europees. | » |
| — Julián Juderías y Loyot, La Leyenda Negra (1914) | |   |

La segona obra clàssica del tema és Historia de la Leyenda Negra hispano-americana de Rómulo D. Carbia. Si Juderías va fer més recalcament en el vessant europeu de la llegenda, l'argentí Carbia se centra en el seu vessant americà. Així, per Carbia, donant una definició més extensa del concepte:
| «                                                                         | […] abasta la Llegenda en la seva més total amplitud, és a dir, en les seves formes típiques de judicis sobre la crueltat, l'obscurantisme i la tirania política. A la crueltat se l'ha volgut veure en els procediments que es va fer mà per implantar la Fe a Amèrica o defensar-la a Flandes; a l'obscurantisme, en la presumpta obstrucció oposada per Espanya a tot progrés espiritual i a qualsevol activitat de la intel·ligència; i a la tirania, en les restriccions amb què s'hauria ofegat la vida lliure dels espanyols nascuts al Nou Món i als qui semblaria que s'hagués volgut esclavitzar 'sine die. | » |
| — Rómulo D. Carbia, Historia de la leyenda negra hispano-americana (1943) | |   |

Després de Juderías i Carbia, molts altres autors han definit i emprat el concepte.
En 1944, l'American Council on Education, preocupat amb el biaix antihispà del sistema i el material educatiu als Estats Units, va definir el concepte en un llarg informe com:
| «                               | The "Black Legend" is a term long used by Spanish writers to denote the ancient body of propaganda against the Iberian peoples which began [sic] in sixteenth century England and has since been a handy weapon for the rivals of Spain and Portugal in the religious, maritime, and colonial wars of those four centuries. | La llegenda negra és una expressió usada per escriptors espanyols per designar l'antiga propaganda contra els pobles ibers, que va començar al segle xvi a Anglaterra i ha estat des de llavors una arma per als rivals d'Espanya i Portugal en les guerres religioses, marítimes i colonials d'aquells quatre segles. | » |
| — American Council on Education | | |   |

Philip Wayne Powell en el seu llibre Tree of Hate (1971) defineix la Llegenda negra bàsicament com la creença que:
| «                                          | The basic premise of the Black Legend is that Spaniards have shown themselves, historically, to be uniquely cruel, bigoted, tyrannical, obscurantists, lazy, fanatical, greedy, and treacherous; that is, that they differ so much from other peoples in these traits that Spaniards and Spanish history must be viewed and understood in terms not ordinarily used in describing and interpreting other people. | La premissa bàsica de la Llegenda Negra és que els espanyols s'han mostrat històricament com excepcionalment cruels, intolerants, tirànics, obscurantistes, vagues, fanàtics, avariciosos i traïdors; és a dir, que es diferencien de tal manera dels altres pobles en aquestes característiques que els espanyols i la història d'Espanya han de ser vists i compresos en termes que no són emprats habitualment per descriure i interpretar a altres pobles. | » |
| — Philip Wayne Powell, Tree of hate (1971) | | |   |

Un autor més recent, Manuel Fernández Álvarez, ha definit la Llegenda negra com:
| «                          | Acurada distorsió de la història d'un poble, realitzada pels seus enemics, per millor combatre'l. I una distorsió el més monstruosa possible, a fi d'aconseguir l'objectiu marcat: la desqualificació moral d'aquest poble, la supremacia del qual cal combatre per tots els mitjans. | » |
| — Manuel Fernández Álvarez | |   |

Per al filòsof Julián Marías, la Llegenda Negra és un fet extremadament inusual al llarg de la Història Universal, i la descriu de la següent manera:
| «                                          | La Llegenda Negra consisteix que, partint d'un punt concret, que podem suposar cert, s'estén la condemnació i desqualificació de tot el país al llarg de tota la seva història, inclosa la futura. En això consisteix la peculiaritat original de la Llegenda Negra. En el cas d'Espanya, s'inicia al començament del segle xvi, es fa més densa al segle xvii, rebrota amb nou ímpetu en el XVIII -serà menester preguntar-se per què- i reverdeix amb qualsevol pretext, sense prescriure mai. | » |
| — Julián Marías, España inteligible (1985) | |   |

És important recordar un punt en el qual estan d'acord la majoria dels historiadors i que ha estat expressat amb encert per William S. Maltby:
| «                                                       | The Black Legend may not constitute a legitimate or justifiable point of view, but it is necessary to recall that it is a legend and not a myth. It sprang, as legends do, from actual events, and these cannot be ignored in the interests of partisanships. Spaniards committed grave wrongs, but so did men of other nations [...] | Potser la llegenda negra no constitueixi un punt de vista legítim o justificable, però cal recordar que és una llegenda i no un mite. Va néixer, com totes les llegendes, de fets reals i aquests no poden ser ignorats per interessos partidistes. Els espanyols van cometre grans errors, igual que van fer els homes d'altres nacions [...] | » |
| — William S. Maltby, The Black Legend in England (1968) | | |   |

## Interpretacions crítiques
En anys recents s'ha format un grup d'historiadors, entre els quals es troben Alfredo Alvar Ezquerra, Ricardo García Cárcel, Lourdes Mateo Bretos i Carmen Iglesias, que no creuen en l'existència objectiva de la llegenda, sinó que consideren que la llegenda negra no és més que la percepció que tenen els espanyols sobre la seva imatge a l'estranger. Carmen Iglesias ho expressa de la següent forma: 
| «                 | La «llegenda negra» és per així dir, la imatge exterior d'Espanya tal com Espanya la percep […] La llegenda negra consisteix, per tant, en els trets negatius —que són objectivament els més repetits— que la consciència espanyola descobreix en la imatge d'ella mateixa. | » |
| — Carmen Iglesias | |   |

García Cárcel fins i tot nega directament l'existència de la llegenda negra en el seu llibre La llegenda negra: 
| «                                                       | Ni llegenda, mentre el conjunt d'opinions negatives d'Espanya tinguessin no pocs fonaments històrics, ni negra, atès que el to mai va ser constant ni uniforme. Abunden els grisos, però la coloració d'aquestes opinions va estar sempre determinada pels colors contraposats del que aquí hem anomenat llegenda rosa. | » |
| — García Cárcel y Mateo Bretos, La leyenda negra (1991) | |   |

En opinió de l'historiador i hispanista Henry Kamen, el concepte de «llegenda negra» va deixar d'existir al món anglosaxó fa ja molts d'anys, encara que es manté per qüestions polítiques internes espanyoles. La posició de Kamen i el seu llibre Imperio han estat durament criticats per l'escriptor Arturo Pérez-Reverte i l'historiador i ambaixador d'Espanya José Antonio Vaca de Osma. Segons Vaca de Osma, Kamen retorça els arguments, repeteix tòpics antiespanyols i es contradiu, portant les seves afirmacions de la veritat a la mentida. L'historiador Joseph Pérez també opina que la llegenda negra ja no existeix, per bé que encara se'n troben rastres aquí i allà, ja que els prejudicis sobre Espanya no es distingeixen dels que existeixen sobre altres països.
L'escriptor argentí Ernesto Sabato en el seu article «Ni leyenda negra ni leyenda blanca», publicat al diari El País en 1991, davant la proximitat del 500è aniversari del descobriment d'Amèrica, proposa una superació del «fals dilema» entre ambdues llegendes, per presentar un enfocament que, «sense negar i deixar de lamentar "les atrocitats perpetrades pels subjugadors"», al mateix temps sigui capaç d'assumir la cultura, la llengua castellana i el mestissatge, que aquesta empresa va conformar a Amèrica.

## Història

### L'origen italià
L'historiador Sverker Arnoldsson de la universitat de Göteborg, en el seu llibre La llegenda negra. Estudis sobre els seus orígens, col·loca l'origen de la Llegenda negra en la Itàlia medieval, al contrari que altres autors anteriors que la situen al segle xvi. Arnoldsson es basa en els estudis de Benedetto Croce i Arturo Farinelli per afirmar que la Itàlia dels segles xiv, xv i xvi era eminentment hostil a Espanya. De fet Arnoldsson divideix la Llegenda negra a Itàlia en dues parts: la més antiga (de començaments del segle XIV), anticatalana o antiaragonesa, i una altra més moderna que es forma a partir de 1500, i que ha romàs posteriorment.
Les teories d'Arnoldsson han estat posades en dubte per diversos historiadors. En general, es basen en els següents arguments:
1. Que els primers escrits contra els espanyols s'hagin escrit a Itàlia, no és motiu suficient per posar-hi l'origen de la Llegenda negra: és una reacció normal en qualsevol societat que es veu dominada per poders estrangers.
2. La Llegenda negra implica una certa tradició, la qual cosa no es pot afirmar del cas italià, que es basava exclusivament en una reacció a la presència recent de tropes espanyoles.
3. Des de finals del segle xv i principis del XVI, existien també molts que admiraven Espanya i sobretot a Ferran el Catòlic.

Maltby afegeix a aquests arguments la falta d'un fil conductor que una les crítiques italianes amb la forma canònica de la Llegenda als Països Baixos i Anglaterra.

#### El sentiment anticatalà
En la seva primera forma, anticatalana o antiaragonesa, la Llegenda negra comença amb la influència política de la Corona d'Aragó en determinats territoris d'Itàlia al segle xiii. La presència de prínceps, cortesans, soldats i mercenaris (i fins i tot pirates) aragonesos a Itàlia va conduir a una reacció de la societat local, sobretot de les elits que es consideraven hereves de l'Antiguitat romana. Els gentilhomes espanyols comencen a tenir fama de «rudes, ignorants, sense interessos intel·lectuals» i ridículament cerimoniosos. L'expansió aragonesa al sud d'Itàlia també coincideix amb l'auge del comerç a Barcelona i València, competidores per a les ciutats italianes del nord a partir de 1300, sobretot als mercats mediterranis occidentals. La reacció de nou serà l'extensió d'una imatge d'avarícia i astúcia infame dels comerciants catalans. Un tercer punt en la percepció de la Corona d'Aragó, i per extensió de la península Ibèrica, dels italians és la d'immoralitat i de desmesurada sensualitat que creuen veure en les corts papals de Calixt III i el seu nebot Alexandre VI, tots dos d'origen valencià, la cort aragonesa de Nàpols i sobretot de les cortesanes valencianes, que eren molt conegudes a Itàlia. Finalment, els elements no europeus, sobretot la influència jueva i islàmica, eren vists amb desconfiança. Els jueus expulsats en 1492 van arribar en grans quantitats a les ciutats italianes, amb el que es va arribar a confondre «marrà» amb «espanyol», fins al punt que el papa Juli II anomenava «marrano circonciso» al seu predecessor Alexandre VI. L'enemistat entre espanyols i italians va arribar al punt que en 1503, després de la mort d'Alexandre VI, va haver-hi una persecució violenta contra els detestats nepotes catalans, que va tenir com a resultat alguns morts.
Encara que la llegenda negra anticatalana va tenir el seu origen a Itàlia, es va estendre al Mediterrani oriental amb les expedicions dels almogàvers, que van influir decisivament en el temor i rebuig que van adquirir en aquesta zona, que van fer famosa la imprecació o insult «Venjança Catalana t'enxampi!»

#### El sentimient anticastellà

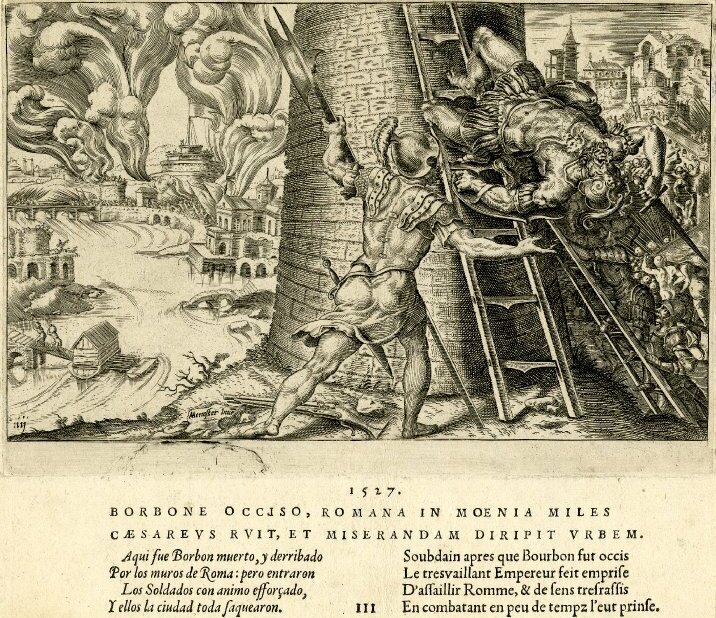
Saqueig de Roma del 6 de maig de 1527. En un gravat de Martin van Heemskerck (1527).

Fins a 1500 els catalans representaven a ulls dels italians tant a catalans, com a aragonesos, valencians, castellans o portuguesos, en fi, als espanyols. Aquesta situació va canviar a partir de 1500, moment en el qual Castella va començar a tenir la preeminència política, econòmica i militar sobre els altres regnes de la península Ibèrica. Durant el segle xvi, les intervencions militars de tropes espanyoles a Itàlia es generalitzaran, no sols amb el consegüent rastre de destrucció i mort que porten les guerres, sinó també amb infinitat de conflictes menors causats per soldats aquarterats que no rebien les seves soldades a temps. Seran importants en la formació de l'opinió italiana el saqueig de Prato de 1512, en la qual es calculen entre 500 i 5600 morts, segons les fonts, i sobretot el saqueig de Roma de 1527, malgrat que també hi participessin tropes alemanyes i italianes. La imatge de l'espanyol cruel, astut i rapaç es va anar estenent. En 1559 Marcantonio da Mula comenta:
| «                                                                                    | […] è dubbio se questa brava gente abbia dato piu utile o più danno ai suoi signori da parecchi anni in quà: perchè, si come sono stati causa di donarli delle vittorie, così hanno fatto perder loro di molti cuori e volontà de' popoli col maltrattarli, e il cuore de'sudditi è la maggior fortalezza che habbia il principe. | […] és dubtós si aquesta brava gent ha estat més útil o més nociva als seus senyors des de fa uns anys, perquè, així com han estat la causa de donar-los victòries, també han fet perdre molts cors i voluntats del poble en maltractar-lo, i el cor dels súbdits és la major fortalesa que té el príncep. | » |
| — Marcantonio da Mula, «Relazione di Filippo II Re di Spagna letta in Senato» (1559) | | |   |

També el govern a Nàpols i altres dependències de la Corona Espanyola eren causa d'animadversió en la població. Així, per exemple, a pesar que els impostos no eren excessius, es produïen nombroses queixes. La Inquisició va aixecar moltes protestes contra el govern, fins al punt que el descontentament sobre els familiars va contribuir en gran manera als motins de 1511 i 1516 a Sicília. A Nàpols, el simple rumor de la substitució de la inquisició episcopal per la Inquisició espanyola va produir un motí molt violent en 1547. La por, que a Nàpols va portar a l'assalt de la caserna de soldats espanyols i a degollar-ne molts, era causat en part per sentiments nacionalistes, ja que es veia amb raó a la Inquisició com un instrument polític del rei. Finalment, fins i tot la justícia espanyola, que era «excessivament» imparcial, es va guanyar l'enemistat de l'aristocràcia i les classes privilegiades.
En el plànol cultural, els italians eren conscients de la seva superioritat enfront dels espanyols, reduint la cultura espanyola a les novel·les caballeresques, que els intel·lectuals atacaven des del plànol moral, intel·lectual i estètic. La influència espanyola a Itàlia als segles XV i XVI va ser enorme, fins al punt que aprendre i escriure castellà estava de moda i les novel·les cavalleresques Tirant lo Blanc i Amadís de Gaula eren el més llegit tant a Itàlia com a Espanya. Aquesta consciència era més dolorosa quant que els era evident la superioritat de les armes espanyoles. Les crítiques es van estendre a la música, i l'estudiosa Judith Etzion col·loca en El melopeo, un llibre en espanyol publicat a Nàpols en 1613 per Pietro Cerone, l'inici de la llegenda negra en la historiografia musicològica occidental.

### L'origen alemany
Arnoldsson ha donat un segon origen de la Llegenda negra a Alemanya. L'humanisme alemany va ser molt nacionalista i es va crear més aviat en oposició a l'humanisme italià, enaltint als avantpassats germànics enfront de l'enemic romà. No obstant això, tant en Ulrich von Hutten com en Martí Luter, els dos autors més influents de començaments del segle xvi, es confon l'italià amb das Welsche, és a dir, el món llatí o ho romanç, en el qual s'inclou França, Portugal i Espanya, amb el matís de «fals, immoral, estranger en oposició al nacional».
Luter va sentir una evident enemistat per Espanya, a pesar que el país encara no era la potència militar i cultural que arribaria a ser més tard, i el seu pensament va tenir una influència posterior indubtable. Per a Luter, els espanyols eren lladres, falsos, orgullosos i luxuriosos. Aquesta desconfiança pot tenir diversos orígens, d'entre els quals Arnoldsson destaca:
- la identificació d'Itàlia, Espanya i el papisme, amb el que els espanyols van quedar caracteritzats com a cruels, rapaces, immorals i falsos;
- el seu antisemitisme, ja que considerava als espanyols descendents dels jueus, «sunt plerunque Marani, Mamalucken»;
- el seu temor a una invasió espanyola i turca, pobles que considerava propers,

| «       | Ideo prophetatum est Hispanos velle subigere Germaniam aut per se aut per alios, scilicet Turcam […] Et ita Germania vexabitur et viribus ac bonis suis exhausta Hispanico regno subiugabitur. Eo tendit Sathan, quod Germaniam liberam perturbare tentat. | » |
| — Luter | |   |

En 1566 es van publicar les converses de Luter, en les quals donava la seva coneguda opinió sobre els espanyols.
No obstant això, no seria fins a la Guerra d'Esmalcalda quan es propagarien aquestes opinions entre el poble alemany. La propaganda de guerra de la Lliga d'Esmalcalda era molt nacionalista i identificava al seu enemic, l'emperador Carles V, amb els estrangers, amb Roma, el Catolicisme, el papa i Espanya, a pesar que entre els partidaris de Carles V també hi havia alemanys i protestants: no volien ser «governats per espanyols». Comença la imatge del rei d'Espanya com a capdavanter del Catolicisme, en part promoguda per la mateixa corona. Però sobretot van contribuir a aquest odi les presses de les tropes de Carles V, compostes per espanyols, italians i alemanys.
Cap a finals del segle xvi s'introdueix en la Llegenda negra un cert tint racista sota la influència de pamflets francesos i neerlandesos: la important proporció de jueus conversos i moros entre les tropes, el seu aspecte bru i l'alçada seran anatemtzats pels intel·lectuals alemanys.
| «                                             | […] Spaniern [...], die essen gern weiss Brot vnd küssen gern weisse Meidlein, vnd sind sie stiffelbraun vnd Pechschwartz wie König Balthasar mit seinem Affen. | Els espanyols mengen pa blanc i besen dones rosses amb molt gust, i són tan marrons i negres com el rei Baltasar i el seu mico. | » |
| — Johann Fischart, Geschichtklitterung (1575) | | |   |

### L'origen jueu
L'historiador Philip Wayne Powell afegeix un tercer origen entre els jueus expulsats d'Espanya. Powell col·loca el començament de la crítica de les poblacions jueves contra Espanya en 1480, amb la creació de la Inquisició espanyola, que es dirigia principalment contra criptojueus i falsos conversos. Però va ser a partir de l'expulsió de 1492 que es va generalitzar aquesta opinió. A pesar que havien estat expulsats anteriorment de gairebé tots els països europeus, en cap altre havien tingut durant l'edat mitjana tant arrelament, arribant a viure el que s'ha anomenat una Edat d'Or, donant una rellevància especial a aquesta expulsió.
Estudis de Kaplan, Yerushalmi, Mechoulan i Jaime Contreras mostren que molts intel·lectuals jueus expulsats van col·laborar en l'extensió de la imatge negativa d'Espanya. La comunitat sefardí més important estava en Amsterdam, en els Països Baixos, amb dues sinagogues. La seva activitat, «poco affectos al servicio de Su Majestat», va arribar a provocar la protesta dels ambaixadors espanyols davant l'Arxiduc a Brussel·les. Especialment odiada era la Inquisició, considerada la «quarta bèstia de la qual parla el profeta Daniel», justificació desnaturalitzada, cúmul de maldats, que havia corromput la societat. La crítica es va estendre a Flandes i Venècia, on també s'hi havien assentat sefardites. Així, les comunitats donaven publicitat a les execucions de la Inquisició, com l'ocorreguda en 1655 a Còrdova.
Els sefardites es van mostrar agraïts amb la seva nova pàtria durant la guerra d'independència: així com Espanya era «terra d'idolatria» i d'esclavitud, com la d'Egipte, els governants de la qual sofreixen la maledicció de Javeh; Holanda en canvi és la terra de la llibertat, sobre la qual el Déu d'Israel farà caure totes les benediccions, tal com van escriure Daniel Levi de Barrios o Menasseh Ben Israel (anteriorment anomenat Manoel Soeiro). També van emprar el seu poder dins de la indústria editorial, tant per donar suport als holandesos en la seva lluita, com per estendre la crítica cap a Espanya.

### Crítics espanyols
Diversos historiadors, començant per Juderías i Carbia, seguint amb Maltby, García Cárcel o Español Bouché, han assenyalat la importància de l'autocrítica espanyola, tant al segle xvi com en època moderna, en la gènesi de la llegenda negra. Autocrítica que no té comparació amb l'haguda en altres països, tant al segle xvi, com en les colonitzacions posteriors.

#### LaBrevísima relación
Després del descobriment d'Amèrica en 1492, va sorgir en la Corona de Castella un debat sobre la forma en què havien de ser tractades les poblacions indígenes. Inicialment s'havia introduït el sistema de les encomanas, molt similar al que s'havia donat a les poblacions morisques de Granada i també a la mita, que havien emprat els inques en època precolonial. El sistema no deixava de ser polèmic per la crueltat amb la qual eren tractats els indígenes. Contra la situació van protestar molts religiosos i intel·lectuals, entre ells Antonio de Montesinos, Tomás Ortiz, Vicente Valverde, Francisco de Benavides, Martín de Calatayud, Bartolomé de la Peña, Juan Fernández Angulo, Domingo de Santo Tomás, Cristóbal de Molina i Luis de Morales. Aquest esforç continu va fructificar amb la promulgació per Carles I d'Espanya de les Lleis Noves en 1542, que prohibien noves encomanes i ordenaven que les existents passessin a la corona després de la mort dels ordinaris. Encara que amb un èxit relatiu, la mesura no va aconseguir fer callar el litigi.
Dins d'aquest ambient de controvèrsia va destacar sens dubte Bartolomé de las Casas amb la seva Brevísima relación de la destrucción de las Indias. L'obra és una impressionant descripció de les crueltats i violències realitzades pels espanyols a Amèrica.
| «                                                                                   | En aquestes ovelles manses i de les qualitats susdites per la seu Creador i Criador així dotades, van entrar els espanyols per descomptat que les van conèixer com a llops i tigres i lleons crudelíssims de molts dies famolencs. I una altra cosa no han fet de quaranta anys a aquesta part, fins avui, i avui en aquest dia ho fan, sinó despedazallas, mattallas, angustiallas, afligillas, atormentallas i destruillas [sic] per les estranyes i noves i diverses i mai altres tals vistes ni llegides ni sentides maneres de crueltat, de les quals algunes poques a sota es diran, en tant grau que havent-hi a l'illa Espanyola sobre tres contes d'ànimes que vam veure, no hi ha avui dels naturals d'allà dues-centes persones. | » |
| — Bartolomé de las Casas, Brevísima relación de la destruición de las Indias (1552) | |   |

| « | Tenia ell aquest costum, que quan anava a fer guerra a pobles o províncies, portava dels ja subjugats indis quants podia, que fessin guerra als altres; i com no els donava de menjar a deu, i a vint mil homes que portava, els consentia que mengessin els indis que prenien, i així havia en el seu real soleníssima carnisseria de carn humana, on en la seva presència mataven els nens i es rostien, i mataven l'home per sols les mans i peus, que tenien per les millors bocades. | » |

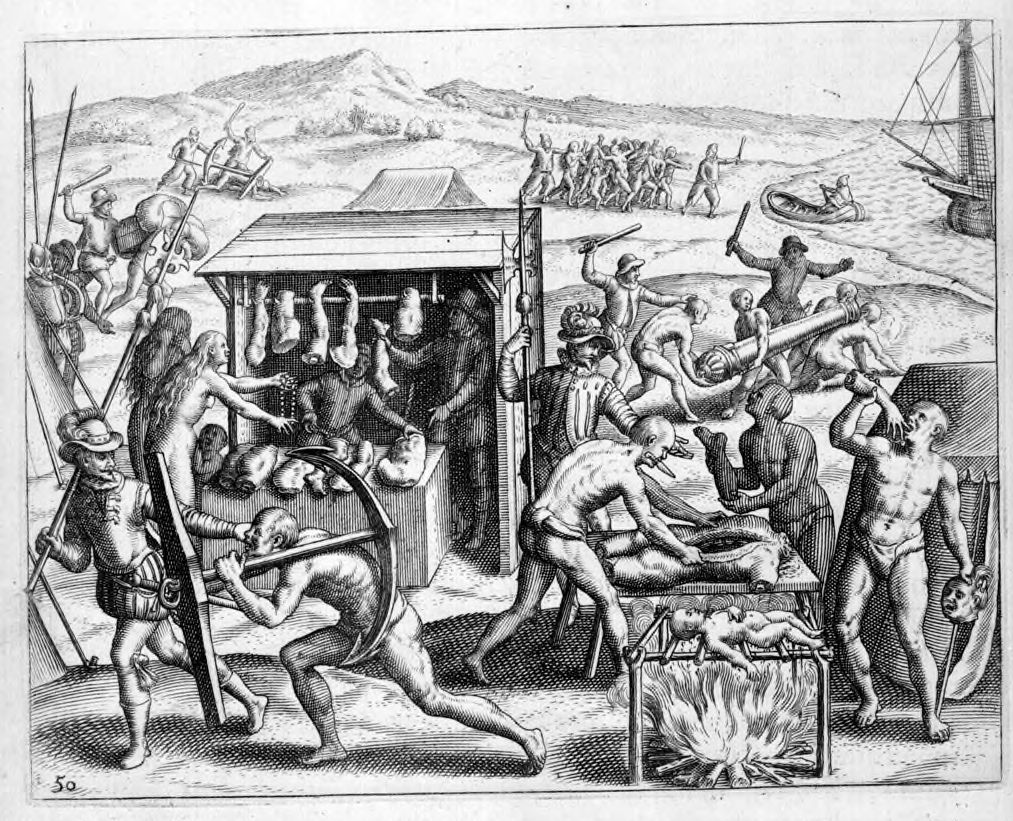
Gravat de Theodore de Bry il·lustrant la Brevísima, p.45., corresponent al següent text: Tenia ell aquest costum, que quan anava a fer guerra a pobles o províncies, portava dels ja subjugats indis quants podia, que fessin guerra als altres; i com no els donava de menjar a deu, i a vint mil homes que portava, els consentia que mengessin els indis que prenien, i així havia en el seu real soleníssima carnisseria de carn humana, on en la seva presència mataven els nens i es rostien, i mataven l'home per sols les mans i peus, que tenien per les millors bocades.

Va publicar l'obra en 1552 en Sevilla. La primera traducció al neerlandès va ser en 1578, en plena guerra d'independència, i fins a 1617 va tenir 16 reimpressions. En 1617 es va publicar per primera vegada en francès, amb l'expressa intenció de donar suport als rebels holandesos, i en 1800 ja s'havien publicat vuit edicions. La primera edició anglesa és de 1583; l'alemanya de 1597. La llatina de 1598 va ser profusament il·lustrada per Theodore de Bry, gravats que van ser emprats posteriorment en moltes altres edicions, per la qual cosa el seu impacte en la percepció de la llegenda negra va ser enorme. La versió italiana va seguir en 1626. Les llicències que es van prendre sovint els editors i traductors van convertir un text que era una defensa dels indis, una protesta humanitària, en un atac contra Espanya, una manifestació de las Casas d'odi o aversió al seu propi país, en una desqualificació de forma generalitzada de la moral dels seus compatriotes, que no va ser en cap cas la intenció de l'autor.
El paper de les Cases dins de la llegenda negra és molt controvertit. D'una banda, estan aquells que volen veure en els seus escrits l'origen de la llegenda, opinió que va començar al segle xvii amb Antonio de León Pinelo i Juan de Solórzano Pereira, va continuar amb Antonio de Solís, es va mantenir al segle xix amb Menéndez Pelayo i va culminar al segle XX amb Menéndez Pidal, Juderías i Carbia. Presentaren l'obra de Las Casas com un cúmul d'exageracions i inexactituds, tractant de demostrar així que les crítiques a la conquesta tenien falsedats com a origen, a més que van restar importància als excessos durant la conquesta. Per l'altra part estan diversos autors, com Lewis U. Hanke, Manuel Giménez Fernández, Venancio D. Carro o Juan Pérez de Tudela, que exoneren a las Casas de ser l'origen de la llegenda i culpen als quals van fer posteriorment un mal ús dels textos. Així s'han format dos camps, els «lascasistes» i els «antilascasistes». La posició de Ricardo García Cárcel és diferent, en el sentit que nega una relació entre el vessant europeu de la llegenda negra i el seu vessant americà, rebutjant el caràcter de «llegenda negra» d'aquesta segona.
Els «antilascasistas» també atribueixen a les Cases l'origen de la «llegenda daurada dels indis», que presenta l'Amèrica precolombina com una feliç Arcàdia en la qual no existia violència ni maldat:
| «                                                                                   | Totes aquestes universas i infinites gents a tot gènere va criar Déu les més simples, sense maldats ni falsedats, obedientíssimes, fidelíssimes als seus senyors naturals i als cristians a qui serveixen; més humils, més pacients, més pacífiques i quietes, sense picabaralles ni bullangues, no lascius, sense rancors, sense odis, sense desitjar venjances, que hi ha al món. Són així mateix les gents més delicades, flaques i tendres en complexió i que menys poden sofrir treballs, i que més fàcilment moren de qualsevol malaltia, que ni fills de prínceps i senyors entre nosaltres, criats en regals i delicada vida, no són més delicats que ells, encara que siguin dels que entre ells són de llinatge de pagesos. | » |
| — Bartolomé de las Casas, Brevísima relación de la destruición de las Indias (1552) | |   |

Aquests autors han relacionat la llegenda daurada amb la creació de l'«indigenisme», en el sentit del noble salvatge. Aquesta relació ha estat discutida per García Cárcel, que afirma que entre els crítics de la conquesta existeixen aquells que consideraven inferior a l'indígena, és a dir, la crítica de la colonització espanyola i la defensa dels indígenes no anaven necessàriament de la mà.
Però el text de les Cases no va ser l'únic empleat a l'estranger per demostrar els excessos d'Espanya a Amèrica. Els relats de Girolamo Benzoni, Francisco López de Gómara i Gonzalo Fernández de Oviedo y Valdés també van ser emprades per historiadors, filòsofs, polemistes i propagandistes estrangers. Per exemple, l'obra de Benzoni, que va tenir més de 30 edicions, presenta la conquesta com una campanya de saqueig i extermini; els conqueridors com a cruels i sanguinaris, cobejosos i interessats només a enriquir-se, covards, bruts, traïdors i responsables de la desaparició dels indígenes; els frares «fan de dia coses que uns altres s'avergonyirien de fer de nit». Igual que en el cas de las Casas, els historiadors es divideixen entre aquells que acusen Benzoni d'haver escrit un pamflet i els que el consideren un autor a tenir en compte.
Els textos sobre els excessos espanyols van ser emprats per demostrar les afirmacions sobre el caràcter cruel i cobejós de l'espanyol en tot tipus d'escrits posteriors. D'altra banda, servien d'argument a les potències rivals per negar per raons morals el monopoli ibèric a Amèrica. Un dels fenòmens més interessants en la llegenda negra és que, amb base en un fet concret, la conquesta, és a dir, els primers 50 anys, s'ha estès la condemna i el descrèdit als 300 anys de colonització i a tots els seus aspectes.

#### Crítiques a la Inquisició

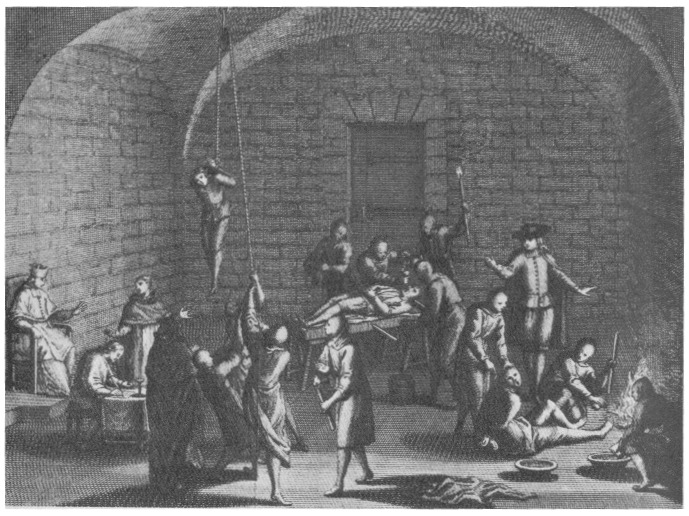
Planxa n. 10 de Picard a Mémoires Historiques (1716) de Louis-Ellies Dupin. Una de les representacions més típiques de la Inquisició des del.

Francisco de Encinas, amb els seus germans Jaime i Juan, va ser dels primers a criticar la persecució dels protestants per la Inquisició espanyola en el seu relat De statu belgico deque religione hispanica historia Francisci Enzinas Burgensis publicat en 1545 en castellà i en 1558 en francès. Segons Encinas, en la Inquisició no tenien res d'humans, vivien en el luxe, «eren monstres, sequaços de Satanàs», que saquejaven Espanya embolicats en secretisme. S'atribueix a Enzinas un segon llibre, publicat sota el pseudònim Dryander, titulat Les principaux instruments du Seigneur pour maintenir le vrai christianisme renaissant de notre temps en Espagne, publicat a Basilea o Ginebra entre 1560 i 1565, en el qual esmenta amb major precisió alguns casos de protestants perseguits per la Inquisició.
Més influència va tenir el Sanctae Inquisitionis Hispanicae Artes publicat a Heidelberg en 1567 sota el pseudònim Reginaldus Gonzalvus Montanus. Sembla que Gonzalvus era un àlies d'Antonio del Corro, un teòleg protestant espanyol exiliat als Països Baixos. Del Corro va afegir credibilitat al seu relat pel coneixement que tenia del tribunal. El llibre va ser un èxit immediat, entre 1568 i 1570 va haver-hi dues edicions en anglès, una en francès, tres en neerlandès, quatre en alemany i una en hongarès i va continuar publicant-se i citant-se fins al segle xix. El relat, en general correcte, pren la forma d'un presoner que passa per totes les etapes del procés i sobretot l'interrogatori, permetent al lector identificar-se amb la víctima. Aquesta correcció de la descripció oculta que del Rotlle presenta algunes de les pràctiques més extremes de la Inquisició com la regla, a tot acusat com a innocent, a tot oficial de la Inquisició com a ardit i superb i cada pas en el procés com una violació de la llei natural. Del Corro, que lloava el propòsit inicial de la Inquisició, és a dir, perseguir als falsos conversos, no havia previst l'ús del seu llibre en la Llegenda Negra, de forma similar al que va ocórrer amb Bartolomé de las Casas. Estava convençut que la Inquisició havia estat convertida pels frares dominics en quelcom execrable del que Felip II no coneixia el seu funcionament real i que el poble espanyol s'oposava a la funesta institució.

#### Antonio Pérez
Antonio Pérez, ex secretari de Felip II, caigut en desgràcia per tramar l'enemistat del rei amb el seu germà i per vendre secrets d'estat, va haver de fugir a Aragó en 1590, on es va convertir en protagonista de les Alteracions d'Aragó. Des de l'exili, Pérez, que s'identificava amb els enemics del rei i de Castella a Aragó, va publicar diversos tractats criticant Felip II. Potser el més important fos el titulat Relaciones, publicat per primera vegada en castellà sota el pseudònim de «Rafael Peregrino» a Bearn en 1591, posteriorment ampliat i publicat en 1594 a Londres amb el títol de Pedaços de historia.
Atribuït a José Teixeira, un exiliat portuguès, partidari del pretendent al tron portuguès Antoni, i a Antonio Pérez, en 1597 es va publicar a Auish, en francès, el Traicté paraenetique; un any després es va tornar a publicar a La Rochelle i a Agen (edició comentada) i de nou en 1641. Aquest mateix any, 1598, es va publicar la primera traducció al flamenc i en 1626 es va publicar la primera traducció a l'italià. També en 1598, es va publicar a Londres i en anglès, amb el títol Treatise paraenetical, i es va tornar a editar en 1625 amb el títol The Spanish Pilgrime. El Traicté paraenetique era un atac personal a Felip II, però també una crítica a Castella i els castellans. Des del text pretenia mostrar la divisió interna de la península, explicant l'odi que els altres regnes peninsulars tenien als castellans. Presenta als castellans com a persones «malignes i perverses», «plenes d'orgull, arrogància, tirania i infidelitat», descendents de jueus i, per tant, traïdors en els quals no pot confiar. Del rei diu que «la tirania és tan natural per a Felip com el riure ho és a un home» i que enverina a tots sense fer distincions.
Després del primer entusiasme, Pérez va passar a ser ignorat, però els seus escrits van ser emprats més tard per altres autors. Les Relaciones van ser traduïdes a l'anglès i publicades en 1715 a Londres, possiblement sota influència del govern, en una època en què Anglaterra seguia una política agressiva contra Espanya.

### Polemistes protestants
Els protestants s'identificaven al segle xvi amb les heretgies des de l'època de la conversió de l'Imperi Romà fins al segle xv, la qual cosa va portar a la creació de martirologis a Alemanya i Anglaterra, col·leccions de vides de màrtirs descrites amb molta morbositat, sovint profusament il·lustrades, que van circular entre les classes més populars i que insuflaven la indignació contra l'Església Catòlica. Un dels més famosos i el que més influència tindria va ser Book of Martyrs (El llibre dels màrtirs, 1554) de John Foxe, en part gràcies als 50 gravats de tortures i maltractaments que l'il·lustraven. A pesar que sembla haver estat mal informat i per exemple no va esmentar els actuacions de fe de Valladolid, Foxe va dedicar un capítol sencer a la Inquisició espanyola, The execrable Inquisition of Spayne.
| «                                   | The cruell and barbarous Inquisition of Spayne […] now it is practised agaynst them that be neuer so litle suspected to fauour the veritie of þe Lorde. The Spanyardes, and especially the great diuines there do hold, that this holy and sacrate Inquisition can not erre, and that the holy fathers the Inquisitours, can not be deceaued. […] Three sortes of men chiefly in daunger of the Inquisition. Three sortes of men most principally be in daūger of these Inquisitours. They that bee greatly riche, for the spoyle of their goods. They that be learned, because they will not haue their misdealynges and secret abuses to be espyed and detected. They that begyn to encrease in honor and dignitie, leste they beyng in authoritie, should worke them some shame, or dishonor. […] yea and thoughe no worde bee spoken, yet if they beare any grudge or euill will agaynst the partie, incontinent they commaunde him to be taken, and put in an horrible prison, and then finde out crimes agaynst him at leasure, and in the meane tyme no man liuyng so hardye once to open his mouth for him. If the father speake one worde for his childe, he is also taken, and cast into prison, as a fauourer of heretickes. Neither is it permitted to any person, to enter to the prisoner: but there he is alone, in such a place, where he can not see so much as the groūde, where hee is, and is not suffred eithre to read or write, but there endureth in darkenes palpable, in horrors infinite, in feare miserable, wrastlyng with the assaultes of death. […] Adde more ouer to these distresses & horrors of the prison, the iniuries, threates, whippings & scourgings, yrons, tortures, & rackes, which they endure. Some tymes also they are brought out, and shewed forth in some higher place, to the people, as a spectacle, of rebuke and infamie. […] The accuser secret, the crime secret, the witnes secret: what soeuer is done, is secret, neither is the poore prisoner euer aduertised of any thyng. | La cruel i bàrbara inquisició d'Espanya […] ara practicada en contra d'aquells mínimament sospitosos de no afavorir la veritat del Senyor. Els espanyols, i especialment les grans dignitats allí, afirmen que la Inquisició Espanyola no pot errar i que els sants pares de la Inquisició no poden ser enganyats […] Tres tipus de persones corren perill per aquesta Inquisició. Aquells que siguin molt rics, per espoliar els seus béns. Aquells que siguin cultes, perquè no volen que les seves males accions i abusos secrets siguin espiats i detectats. Aquells que comencen a créixer en honor i dignitat, tret que estiguin sota l'autoritat, els formaran alguna vergonya o deshonra […] i encara que no es digui cap paraula, si guarden algun rancor o mala voluntat contra la part, incontinents manen que sigui capturat i posat en una horrible presó i llavors inventen crims contra ell a voluntat i mentre cap home parlarà per ell. Si el pare parla una paraula pel seu fill, també és capturat i tancat a la presó com a afavoridor d'heretges. Tampoc li és permès a ningú visitar al presoner: i allí està només, en tal lloc, on no pot veure molt més que el sòl, en el qual es troba, i no se li permet llegir o escriure, més aguanta en la foscor palpable, en horrors infinits, trist i ple de pors, barallant amb els assalts de la mort […] Afegeix a aquestes afliccions i horrors de la presó, les ferides, amenaces, fuetades i flagel·lacions, ferros, tortures i turments que suporten. Algunes vegades són trets i exposats en algun lloc més important, per a la gent, com a espectacle, per a reprovació i infàmia […] L'acusador és secret, el crim secret, els testimonis secrets: el que es faci és secret, tampoc s'adverteix al presoner de res. | » |
| — John Foxe, Book of Martyrs (1570) | | |   |

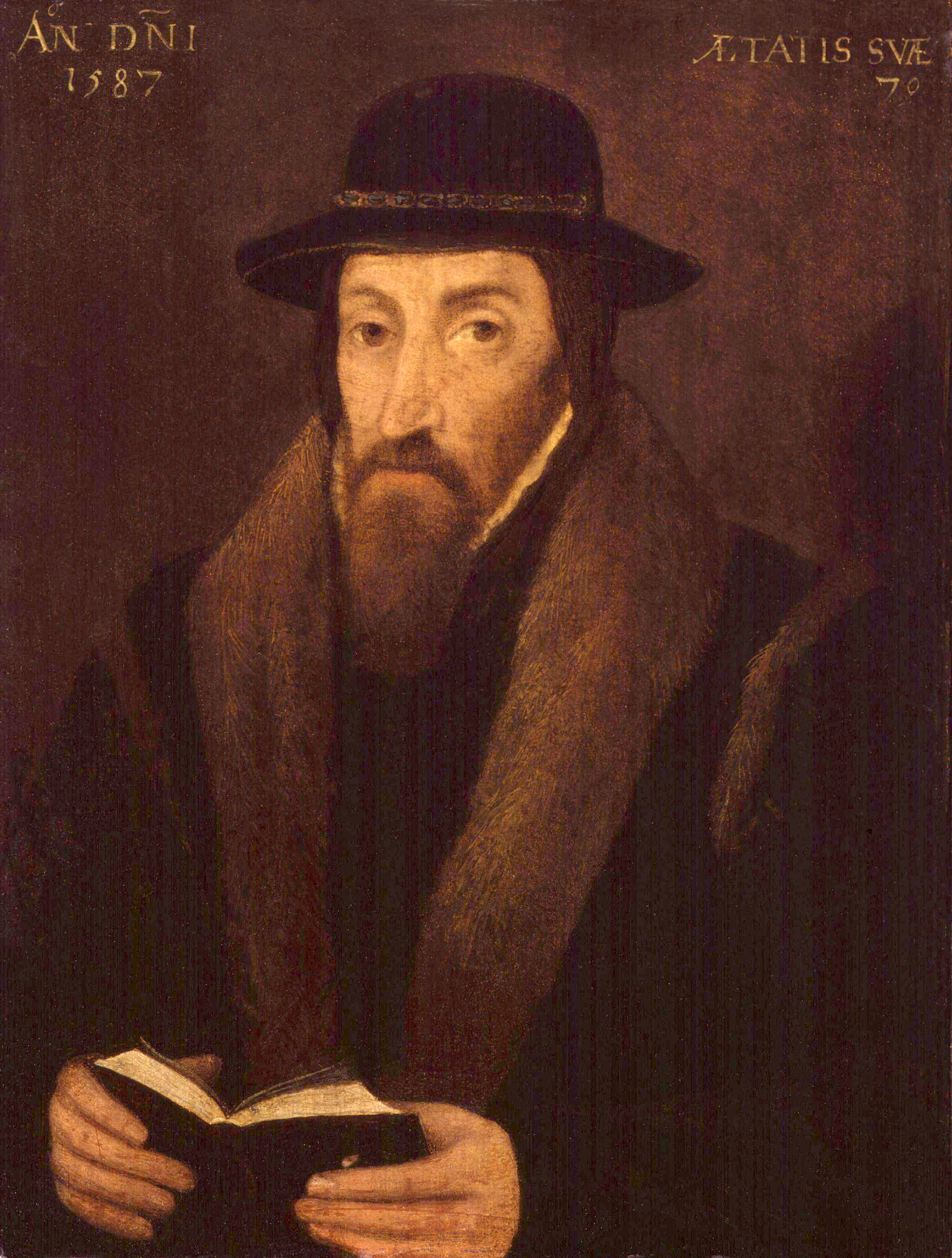
John Foxe (1516-1587) en un gravat de George Glover.

En el text es troben molts dels elements que es repetiran més endavant: qualsevol pot ser jutjat per qualsevol nimietat, la Inquisició no pot equivocar-se, els acusats ho són sovint per diners, enveja o per ocultar accions de la Inquisició, si no troben proves s'inventen, els presoners són aïllats sense cap contacte exterior en calabossos foscos on sofreixen horribles tortures, etc. Foxe ja advertia que la funesta institució podria introduir-se a qualsevol país que acceptés el catolicisme.
De la mateixa època és el Livre des martyrs de l'editor ginebrí Jean Crespin, que comptava amb el suport de Calví. Editat en 1554, es va reeditar en 1564 i 1570, finalment, ampliat per Simon Goulart, en 1582 i 1619.
Els atacs a la Inquisició i a l'Església Catòlica formaven part d'una guerra de propaganda entre catòlics i protestants, que es va desenvolupar a partir de finals del segle xvi.

### La forma canònica de la Llegenda negra: la independència dels Països Baixos

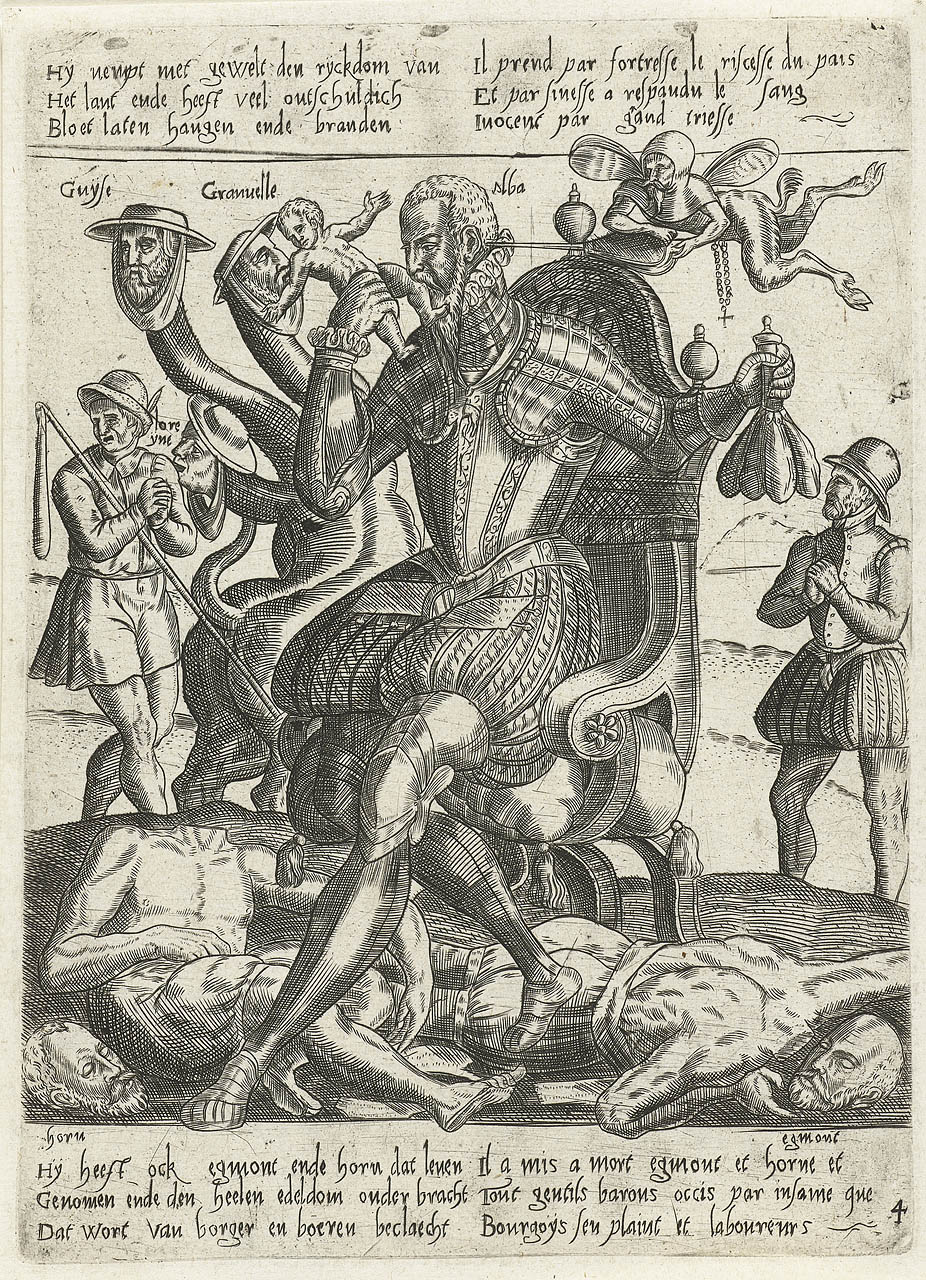
El duc d'Alba en un gravat anònim de cap a 1572. El Duc està representat menjant-se un nen amb una mà, mentre amb l'altra sosté borses de diners; darrere, una hidra amb els caps de Granvela i els cardenals de Guise i Lorena; als seus peus, els cadàvers decapitats d'Egmont i Horn; un dimoni alat amb un rosari li insufla aire a cau d'orella amb un manxa.

És als Països Baixos on tots els fils esmentats s'uneixen per primera vegada en un dels atacs propagandístics més violents contra l'imperialisme espanyol. L'emperador Carles V, nascut a Flandes, va ser tractat de forma més benigna que el seu fill, Felip II, tant pels seus súbdits dels Països Baixos, com pels historiadors posteriors, a pesar que el primer era molt més intransigent i estricte que el segon. Els nobles protestants flamencs, aliats de Carles V, es van oposar violentament al govern de Felip II i per a això van començar per atacar els seus representants.
El primer a ser atacat va ser Antoine Perrenot de Granvela, arquebisbe de Malines (1560) i cardenal (1561), que va tractar de reformar l'organització eclesiàstica flamenca: el fet hagués reduït la riquesa i la independència del clergat local. Granvela, que era del Franc Comtat i, per tant, estranger, va ser anomenat «arximenyspreable» i «drac roig» d'Espanya pels seus enemics, malgrat no ser un servidor d'Espanya, sinó del rei Felip. La principal disputa era dels protestants amb els catòlics, als quals temien pel seu poder, amb el rei al capdavant. No obstant això, per als dirigents implicats, estava clar que es tractava d'un problema polític i no religiós, així ho va dir el Duc d'Alba i fins i tot l'ambaixador francès. Potser el que va sofrir els majors atacs va ser el Duc d'Alba, la gran bèstia negra dels flamencs, encarregat d'acabar amb la revolta dels nobles i els iconoclastes protestants. Per a això va crear el Tribunal dels Tumults, conegut pels seus enemics com a «Tribunal de Sang», en el qual es va executar molts dels rebels, inclosos a importants nobles i aristòcrates. La guerra que va seguir va ser atroç per tots dos bàndols; el que es recordi principalment al Duc d'Alba i la crueltat espanyola és, segons Joseph Pérez, a causa que la història l'escriu el vencedor i les víctimes van ser considerades a posteriori herois fundadors d'Països Baixos. La llegenda negra del Duc d'Alba, assedegat de sang, monstre de crueltat, arriba als nostres dies i als nens holandesos se'ls espanta amb el seu nom si es porten malament. No ha estat fins al segle XX que s'ha pogut netejar el nom del duc d'Alba: un dels majors generals de la seva època, estrateg delicat, inflexible amb la disciplina (castigava els excessos injustificats de les seves tropes contra la població), polític sagaç, un dels homes més cultes de la seva època, que comandava a Flandes un exèrcit de 54.000 soldats, dels quals només 7.900 eren espanyols i 30.400 eren flamencs.
Des del principi, els flamencs van fer un ampli ús de la propaganda, aprofitant la seva puixant indústria editorial, en el que va arribar a cridar-se la «Guerra de Paper». Libel·listes van ser el pintor Lucas de Heere, el poeta Van der Noot, el geògraf Abraham Ortelius i molts altres. Un dels principals propagandistes fou en Filips van Marnix van Sint-Aldegonde, teòleg molt vinculat a Calví, que posteriorment entraria a treballar per a Guillem d'Orange. Marnix, que havia estat a Alemanya, va emprar tots els recursos a la seva disposició: els crims de les tropes espanyoles en la Guerra d'Esmalcalda, la semblança d'espanyols i turcs, suggerint una aliança de tots dos, la maldat del Duc d'Alba, etc., afirmacions que repetiria en la Dieta de Worms en 1578. Els panfletistas també apel·laven a la por a la Inquisició espanyola, afirmant que el rei volia introduir-la als Països Baixos, emprant elements d'obres crítiques publicades anteriorment per explicar el que ocorreria en aquest cas. Fins i tot es va arribar a publicar un document fals del Sant Ofici que declarava a tots els holandesos culpables de lesa majestat i amenaçava amb una confiscació de béns generalitzada; document que va ser considerat autèntic per historiadors holandesos fins al segle xix.

#### L'Apologia del príncep d'Orange
Guillem d'Orange, que s'havia convertit en el líder dels rebels, va ser nomenat en 1576 estatúder (no sobirà) de les Províncies Unides, per la qual cosa es pot suposar que la rebel·lió encara no es dirigia contra rei. En 1576 les tropes espanyoles, després d'amotinar-se per no rebre la soldada, van saquejar Anvers, fet que també passarien a formar part de la Llegenda negra, com epítome de la crueltat espanyola. Aquest mateix any, Felip II va posar preu al cap de Guillem d'Orange, que contraatacà publicant la seva Apologia del príncep d'Orange. L' Apologie ou Défense du très illustre Prince Guillaume […] contre le ban et édict publié par le roy d'Espagne [...], en realitat escrita pel seu capellà, Pierre L'Oyseleur, va ser la ruptura definitiva de Guillermo amb Felipe II i es pot considerar l'acta de naixement de la Llegenda negra. El pamflet reproduïa acusacions anteriors contra el Duc d'Alba, generalitzant les culpes i les característiques de crueltat, barbarisme i ferotgia a tots els espanyols: els soldats espanyols violaven a les dones davant de marits i fills. També reprenia les acusacions italianes i alemanyes de mescla de races, acusant als espanyols de jueus i moros.

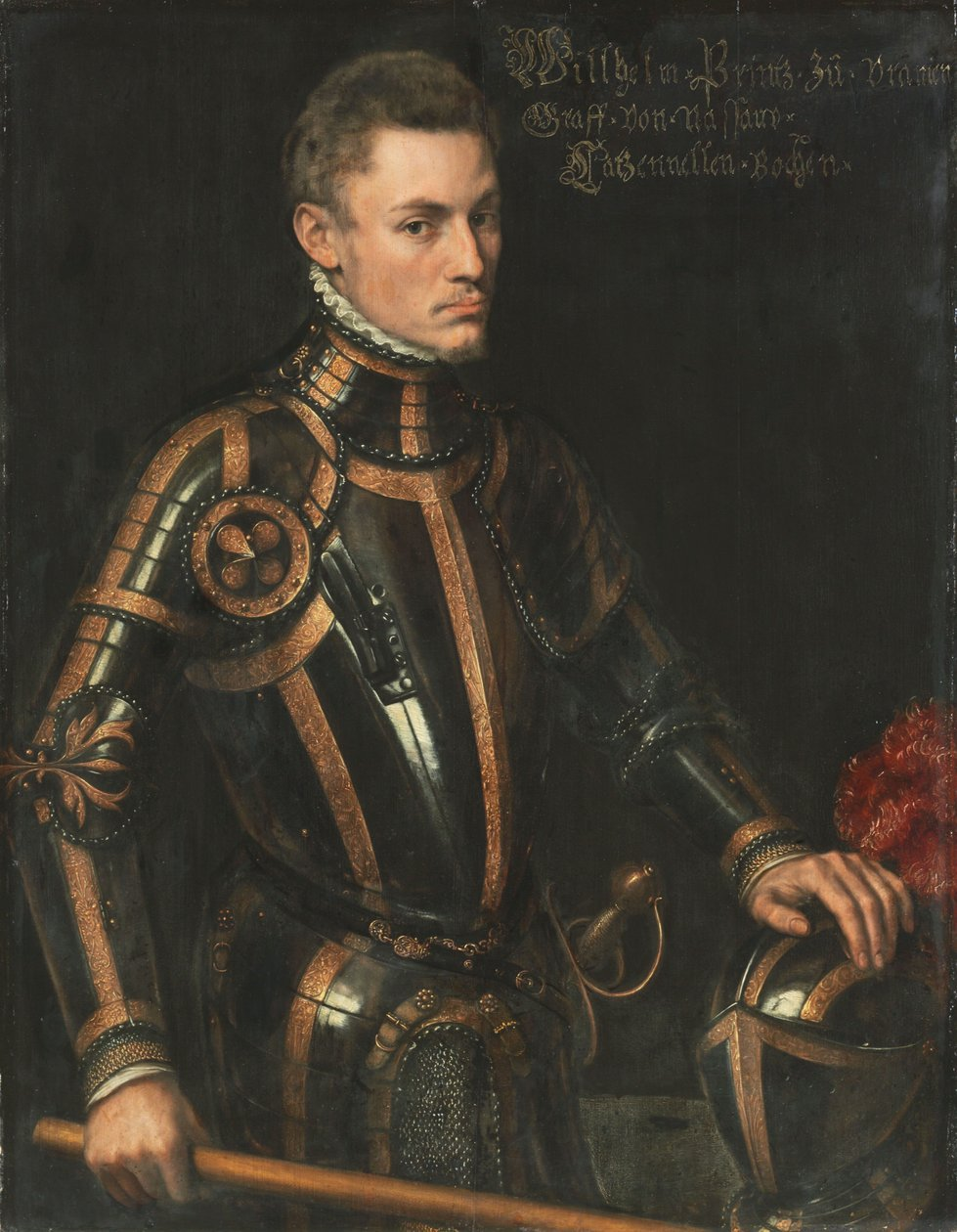
Guillem d'Orange (1533-1584) pintat per C. Garschagen.

Però no només va reproduir idees anteriors, sinó que va elaborar arguments nous. Va atacar personalment al rei, Felip II, acusant-ho de faldiller, adúlter, d'haver tingut relacions incestuoses amb la seva germana, de bigàmia, d'assassí de la seva esposa Isabel de Valois i finalment ho va acusar d'haver detingut, condemnat i executat al seu propi fill i hereu, Carles. Totes les acusacions van acabar en l'oblit, a excepció de l'àlies «el Dimoni del Sud» i de la història de «Don Carlos», que a partir d'aquest moment formà part inseparable de la Llegenda negra. Diversos historiadors la van prendre per certa, com Pierre de Brantôme (Memòries, 1665) i Jacques Auguste de Thou (Historia sui temporis, 1620). En les arts, el camí l'obriria César Vichard de Saint-Réal en 1672 amb la seva obra Dom Carlos. Encara que en la seva majoria fantàstica, va ser presa per real per diversos autors posteriors, que reprendrien la trama. Així el Don Karlos, Infant von Spanien de Friedrich Schiller, publicat en 1787, era basat en la història de Saint-Réal i en History of Philip II de Robert Watson. L'impuls donat al tema per Schiller farà que es publiquin algunes obres i alguna òpera amb la mateixa trama, de les que la més famosa sens dubte és el Don Carlos de Giuseppe Verdi. Un altre punt nou que va introduir en les seves crítiques va ser la intolerància religiosa espanyola, que es veuria reflectida tant en la persecució dels protestants per part de la Inquisició, com en la crueltat dels espanyols a Amèrica.
El mèrit de Guillem d'Orange és haver reunit una sèrie d'informacions, rumors i crítiques disperses i reunir-les per formar un sistema coherent i eficaç de propaganda. Com a resultat, s'ha mantingut fins avui la percepció que en la guerra de Flandes es van oposar «tot el que és bo, veritable i lliure contra els poders de la foscor, la intolerància i la superstició».

### L'ascens d'Anglaterra
L'antihispanisme anglès estava basat en raons morals, més que intel·lectuals, al contrari que el flamenc, i en una creença en la maldat inherent dels espanyols. Les raons que van impulsar als autors anglesos a escriure aquest tipus de literatura es poden dividir en tres: la defensa de la Reforma Protestant, el suport a les polítiques del govern i l'alè a l'aventura d'ultramar. Apareix alhora que les primeres consciències i estereotips nacionals en el Renaixement. Maltby aventura que va ser un instrument propagandístic empleat per Anglaterra per justificar les seves accions i unir voluntats, que més tard va passar a formar part de la historiografia general.
Anglaterra, que veia amb simpatia la revolució dels Països Baixos i fins i tot va arribar a enviar tropes en 1585, era terrè fèrtil per als pamflets holandesos. També va haver-hi nombrosos polemistas propis i fins i tot la reina Isabel I va justificar el suport als rebels amb la seva pròpia «declaració», encara que va evitar escrupolosament criticar la figura del rei espanyol. Però són els cronistes, com Holinshed, Camden i Baker, els qui donen una mesura de l'acceptabilitat del antiespañolismo entre els intel·lectuals d'intel·ligència crítica i, per tant, quant va ser transmès a generacions posteriors. Al contrari que als propis Països Baixos, a Anglaterra no circulava propaganda o escrits favorables a Espanya o el catolicisme.
L'enfrontament d'Anglaterra i Espanya era inevitable després de rebre aquesta última la butlla papal i signar-se el Tractat de Tordesillas, pels quals Espanya reclamava tots els territoris a l'oest del meridià 46º 37’ longitud oest. A causa de la feblesa d'Anglaterra, la reina Isabel volia evitar un enfrontament directe, així que tots els viatges i exploracions realitzats per anglesos eren «no oficials» i, per tant, tractats com a actes de pirateria pels espanyols. Les desagradables trobades amb les autoritats espanyoles van ser relatats de forma molt subjectiva pels navegants que es van aventurar cap a occident, entre els quals hi havia Francis Drake i John Hawkins. Les seves aventures van exercir una atracció irresistible entre el públic local, estenent la idea del caràcter espanyol com «traïdor i cruel», en el qual no hi ha res positiu. Especialment important van ser les publicacions de Richard Hakluyt, que va ser un influent agent promocionant l'exploració i el colonialisme anglès, i del seu marmessor, el reverend Samuel Purchas.

#### L'Armada Invencible
Cap a 1588, la guerra no declarada realitzada pels pirates anglesos havia arribat a un punt que va decidir a Felipe II a enviar la «Gran i Felicíssima Armada» per envair les illes britàniques. El fracàs de la missió és ben conegut i s'ha convertit en un dels punts més recurrents de la Llegenda Negra espanyola. A Anglaterra és considerada un dels moments més brillants de la seva història, representa la superioritat moral i militar de la nació, la victòria del protestantisme i el liberalisme enfront de l'obscurantisme romà. Sense l'Armada, és possible que els pamflets antiespanyols haguessin estat oblidats, però en organitzar un intent d'invasió en tota regla, a ulls dels anglesos, els espanyols demostraven que totes les acusacions que s'havien fet fins al moment eren certes. Així, la propaganda va afegir dues noves característiques al caràcter espanyol: la covardia i la incompetència.
Es van donar dues explicacions de la «derrota». La primera va ser el «caràcter espanyol»:
| «                                          | […] none more glories in his Chivalry than the Spaniard: But I suppose his religion and stomach be equally poised: the one false the other faint, that what they attempt, is not to be overcome with prowess, but to suppress with multitudes: for their service in wars in either by policy to circumvent by perjury, to entail by treason, to undermine, or by some little martial practice to weaken the enemy, whom if they find valiantly to resist, their brave once cooled, they seldom or never dare give another Encounter [...] | […] ningú no té més glòries en la seva cavallerositat que l'espanyol. Però suposo que la seva religió i el seu estómac estan composts de la mateixa manera: l'un de fals, l'altre feble, allò que intenten no es realitza amb valor i destresa, sinó per ser suprimit amb multituds: perquè el seu servei en les guerres ben com a política tracten de sortejar amb perjuri, per implicar per traïció, per minar, o bé afeblir l'enemic a través d'algun petit exercici marcial, que si és tan valent de resistir, refredada la seva valentia, rares vegades o mai s'atreveixen a donar una altra trobada [...] | » |
| — Robert Greene, Spanish masquerado (1589) | | |   |

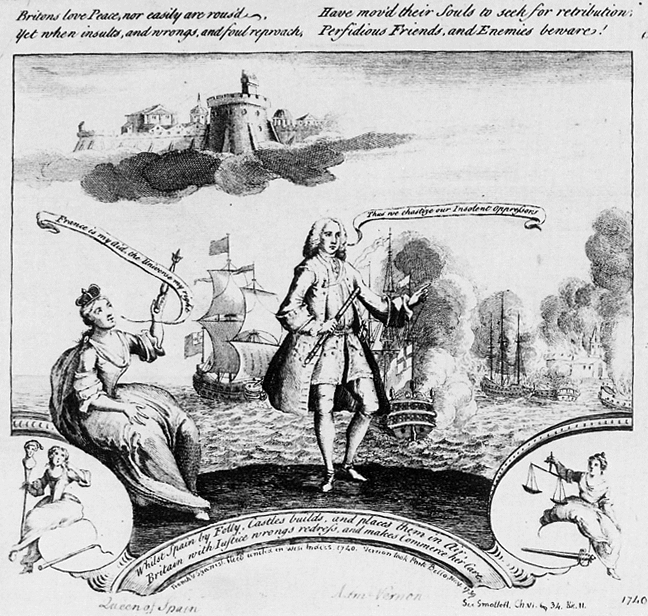
Sàtira britànica de 1740, publicada arran de la Guerra de l'Orella de Jenkins, en la qual es pot llegir la llegenda «Els espanyols construeixen castells en l'aire, els britànics li atorguen la seva importància al comerç».

La segona va ser que Déu estava de part anglesa, com va explicar Thomas Nash, «així van morir els nostres enemics, així van lluitar els cels per nosaltres; [...]», i fins i tot la pròpia reina, que preguntava als mercaders de la Hansa:
| «                       | And if the victorious hand of God had not herein derided the cunning devises and purposes of the Spaniards, if it had not scattered so great a terror to all Christendom and drenched their carcasses in the sea, what should the state of the said Hanse merchants have been? | I si la victoriosa mà de Déu aquí no hagués burlat els maliciosos enginys i propòsits dels espanyols, si no hagués dispersat tant terror a tota la cristiandat i mullat les seves carcasses en el mar, quin seria l'estat dels tals mercaders de la Hansa? | » |
| — Isabel I d'Anglaterra | | |   |

Els autors de l'època també van exagerar la grandària de la invasió, van reduir la seva pròpia importància i fins i tot van inventar episodis que mai van ocórrer. Com a exemple es pot esmentar William Cecil, que va afirmar sense rubor que la flota espanyola al complet, amb els seus 160 vaixells, havia estat «perseguida furiosament» per 50 vaixells anglesos en la seva fugida al voltant d'Anglaterra. Un altre conte que ha estat repetit fins als nostres dies va ser inventat per Petruccio Ubaldini, un florentí assentat a Anglaterra, que afirmava que l'explosió per raons desconegudes en la santabàrbara d'un dels vaixells espanyols havia estat causada per un artillero flamenc, que s'hauria suïcidat d'aquesta forma perquè un capità de la infanteria espanyola havia violat a la seva dona i filla, «d'acord amb el costum d'aquest país». Molts pamflets conjecturaven el que hauria passat si les tropes espanyoles haguessin envaït efectivament el país, donant imatges de fuets, cadenes i tortures. Thomas Deloney fins i tot ho va expressar amb tot detall en un llarg poema, dedicant vint-i-quatre estrofes només a explicar els tipus i característiques de fuets que emprarien els espanyols per flagel·lar als anglesos.
En els anys següents, el to de les cròniques i pamflets anglesos no va canviar. Se celebraven i justificaven els atacs anglesos, s'inflaven les seves victòries i s'ignoraven les espanyoles —o es convertien en victòries pròpies—, estenent i assentant la llegenda de la incompetència militar espanyola. Però així i tot, la violència de l'atac propagandístic va anar decaient a poc a poc.

### L'enfrontament amb França i Portugal
L'antiespanyolisme va aparèixer a Portugal arran de la presa de poder de Felip II en 1580. Els partidaris dels altres pretendents i, posteriorment, tots dos nacionalismes van elevar una espiral de rèpliques i contrarèpliques entre portuguesos i espanyols. El pamfletista de més èxit va ser José Teixeira, esmentat més amunt, que en els seus pamflets publicats a Anglaterra parlava com si Felip II hi hagués realment pres pres, carregat de cadenes i enviat a galeres a l'anterior rei de Portugal, Sebastià I.

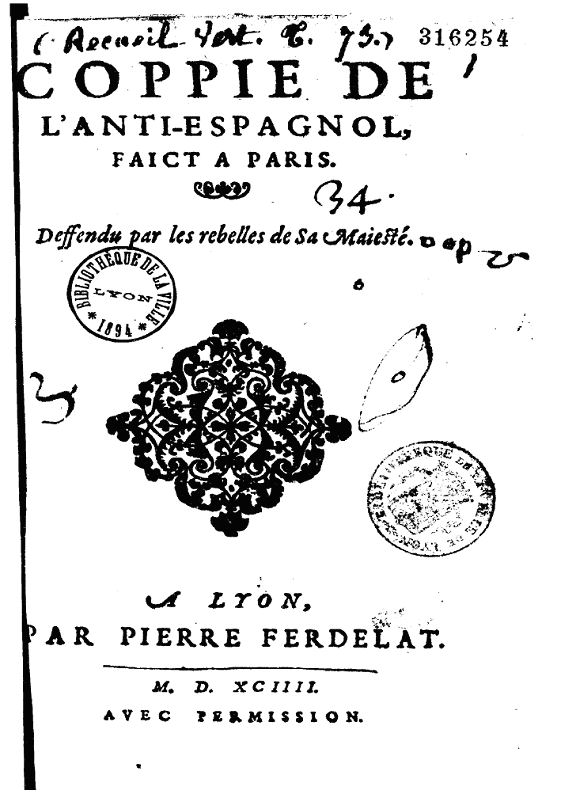
Portada del Coppie de L'Anti-Espagnol d'Antoine Arnauld.

Les relacions de veïnatge entre França i Espanya han estat sovint difícils i aquesta variable enemistat s'expressava en tots dos països en textos diversos, arribant-se a parlar d'una «antipatia natural» entre els dos pobles, com intentava racionalitzar Carlos García en 1617 amb la publicació de La oposición y conjunción de las dos grandes luminarias de la tierra o de la antipatía natural de franceses y españoles. Els primers pamflets francesos es van generar en el tercer decenni del segle xvi, durant l'enfrontament bèl·lic entre Carles I i Enric II, però van guanyar intensitat a partir de 1567: d'un total de 822 fullets, en la dècada de 1580 es van publicar 197 i en la següent 303. L'historiador Vicente Salavert relaciona aquesta ofensiva pamfletària amb una reacció de pànic, amb la qual es pretenia ridiculitzar l'objecte de la por. A partir de 1635, la imatge presentada canvia i és la d'un país acabat i agonitzant.
En 1590 s'edità l'Anti-Espagnol d'Antoine Arnauld, que informava als seus compatriotes de la,
| « | […] insaciable avarícia [dels espanyols], la seva crueltat major que la del tigre, el seu repugnant, monstruós i abominable luxe: el seu incendi de cases, el seu detestable saqueig i pillatge […] la seva luxuriosa i inhumana desfloració de matrones, esposes i filles, el seu incomparable i sodomítica violació de nois, que els semibàrbars espanyols van cometre en presència [... de] pares, esposos o parents [...] | » |
| — Antoine Arnauld, Coppie de l'Anti-espagnol, faict à Paris. Deffendu par les rebelle de Sa Majesté (1594) | |   |

Al segle xvi, les crítiques franceses se centraven en els següents punts:
- El caràcter dels reis espanyols: avarícia (fiscalitat onerosa), crueltat (maltractament de les reines) i usurpació (alienació de Navarra). Cada rei rep les seves crítiques, però sobretot Felip II surt mal parat: cristià nou, sarraí, jueu, intrigant ambiciós, tirà, governat per la Inquisició.
- El sistema polític espanyol seria limitat i amb bases poc estables. La seva opressió hauria provocat revoltes a Flandes i Amèrica, i fins i tot bascos, asturians, gallecs i aragonesos no suportarien l'arrogància castellana.
- La violència religiosa contra innocents, sobretot de la Inquisició.
- El caràcter espanyol, principalment les acusacions de covards i fanfarrons.

A partir del segle xvii les principals crítiques serien:
- L'imperialisme militar espanyol, especialment en el Tractat de les usurpacions dels reis d'Espanya sobre la Corona de França des de Carlos VII (1625), de Christophe Balthazar, reeditat 20 vegades.
- La hipocresia espanyola, sobretot amb relació a la religió i la Inquisició.
- Les teories sobre el tiranicidi dels jesuïtes Juan de Mariana o Francisco Suárez també van produir moltes crítiques.[95]

Les crítiques franceses no haurien tingut major importància si França no s'hagués convertit durant la Il·lustració al centre intel·lectual d'Europa. La preeminència cultural de França a Europa i Amèrica va fixar el to del prejudici antiespanyol, i fins i tot antihispà de la interpretació històrica prevalent en els següents dos segles.

### La Il·lustració
Cap a finals del segle xvi, les guerres de religió havien deixat clar que tractar d'aconseguir estats religiosament uniformes estava abocat al fracàs. Els intel·lectuals als Països Baixos i França van començar a afirmar que un Estat havia d'ocupar-se del benestar dels seus ciutadans àdhuc a costa de permetre l'heretgia; tolerància a canvi de pau social. A partir del segle xvii es va començar a discutir la llibertat de consciència: els estats que realitzaven persecucions religioses no només eren poc cristians, sinó que a més eren il·lògics. Cap a finals del segle xvii ja començava a pensar-se que la diversitat era més natural que la uniformitat, i que, de fet, la uniformitat perjudicava la riquesa d'un poble. Espanya, que havia entrat en decadència econòmica a mitjan segle xvii, era la demostració: l'expulsió dels jueus i altres ciutadans industriosos, rics i lleials seria la causa última. A més, en el cas espanyol, les confiscacions i multes de la Inquisició agreujarien el problema, ja que dirigien els diners cap a àrees no productives de l'Església. L'existència de la Inquisició només podia explicar-se per l'ocupació de la força o perquè l'esperit de la gent estava afeblit, però mai per voluntat pròpia, la qual cosa desembocaria en una falta d'imaginació i d'aprenentatge; Espanya, malgrat el Segle d'Or i que la Inquisició en general s'enfocava exclusivament a assumptes doctrinals, és representada a partir del segle xvii com un país sense literatura, art o ciències.
Un dels crítics més importants de les persecucions religioses i de la Inquisició va ser Pierre Bayle (1647-1706). El seu coneixement d'Espanya i els espanyols es basava en bona part en els relats de la Comtessa d'Aulnoy i va ser ell qui va reunir els diversos arguments de la Llegenda en un tot, en un embolcall literari esquitxat d'ironia, lògica, evidències cartesianes i un cert gust per l'escandalós, que el convertia en una lectura popular. Els grans pensadors de la Il·lustració també van emprar amb profusió l'«exemple Español» per criticar l'Antic Règim i la seva ideologia. Montesquieu veia a Espanya el perfecte exemple de la mala administració d'un Estat sota influència del clergat. La Inquisició seria la culpable de la ruïna econòmica dels Estats, la gran enemiga de la llibertat política i de la productivitat social: és anacrònica, irracional i irreligiosa. Les seves crítiques contra Espanya es troben sobretot a les Cartes perses i L'esperit de les lleis.
| «                                                | Car il faut savoir que, lorsqu'un homme a un certain mérite en Espagne: […] quand […] il ne travaille plus […] Celui qui reste assis dix heures par jour obtient précisément la moitié plus de considération qu'un autre qui n'en reste que cinq, parce que c'est sur les chaises que la noblesse s'acquiert. | Bo és saber quan un home té cert mèrit a Espanya: […] quan […] no treballa […] El que s'està assegut deu hores al dia aconsegueix una meitat més de consideració que el que descansa cinc hores, perquè la noblesa s'adquireix en les cadires. | » |
| — Montesquieu, Carta LXXVIII, Rica à Usbek, à*** | | |   |

Però cap autor del segle xviii va contribuir tant a desacreditar la persecució religiosa com Voltaire. Voltaire va unir els arguments religiosos i filosòfics de Bayle i els econòmics i polítics de Montesquieu per crear definitivament el mite modern de «La Inquisició», metonímia de totes les pitjors formes de persecució religiosa. L'abat Guillaume-Thomas Raynal aconseguí una fama equivalent a la de Montesquieu, Voltaire o Rousseau amb el seu llibre Histoire philosophique et politique des établissements et du commerce des européens dans les deux Indes fins al punt que en 1789 se li considerava un dels pares de la Revolució francesa. En aquesta obra, publicada en Amsterdam, Ginebra, Nantes i la Haia entre 1770 i 1774, culpa a la Inquisició de matar la vida intel·lectual espanyola: elle [l'Espagne] resta stupide dans une profonde ignorance («ella [Espanya] va romandre estúpida en una profunda ignorància») i opina que per retornar a Espanya al concert de les nacions calia eliminar la Inquisició, perquè sigui possible portar estrangers de totes les creences, que són els únics que poden aconseguir «bones manufactures» en un temps raonable; els obrers indígenes trigarien segles a aconseguir el mateix. Sobre la imatge més primitiva d'Espanya, destaca l'hispanista francès, Bartolomé Bennassar, en la seva obra Le Voyage en Espagne, que els filòsofs francesos de la il·lustració no es van moderar en el seu judici crític amb Espanya, que era per a ells més coneguda per la Inquisició que per la resta d'aportacions a la cultura universal.
Una de les obres més importants del segle, L'Encyclopédie, també critica àmpliament a Espanya en diversos articles escrits per Louis de Jaucourt. El cavaller Jaucourt aprofita per llançar invectives contra el país i la seva cultura en molts dels articles que escriu: entre ells, a «Espanya», «Ibèria», «Països Baixos», «llana», «monestir», «títol» (es refereix als nobiliaris), etc.; crema de la que només se salva l'article sobre el vi, en el qual lloa els vins espanyols, encara que al final avisa que el seu abús pot causar malalties incurables. Les crítiques són especialment feroces en l'article «Inquisició»:
| «                                                         | Il faut que le génie des Espagnols eût alors quelque chose de plus impitoyable que celui des autres nations. On le voit par les cruautés réfléchies qu'ils commirent dans le nouveau monde: on le voit surtout par l'excès d'atrocité qu'ils portèrent dans l'exercice d'une juridiction où les Italiens ses inventeurs mettaient beaucoup de douceur. Les papes avaient érigé ces tribunaux par politique, et les inquisiteurs espagnols y ajoutèrent la barbarie la plus atroce. | Calia que el geni dels espanyols àdhuc tingués una mica més d'implacable que el de les altres nacions. Es veu en les crueltats pensades que van cometre al nou món: es veu sobretot per l'excés d'atrocitats que van usar en l'exercici d'una institució en la qual els italians, els seus inventors, van posar molta dolçor. Els papes havien erigit aquests tribunals per política, i els inquisidores espanyols hi van afegir la barbàrie més atroç. | » |
| — Louis de Jaucourt, L'Encyclopédie, vol VIII, pág. 774 b | | |   |

Després de la publicació de L'Encyclopédie, es va escometre un projecte més ambiciós, el de l' Encyclopédie méthodique, una enciclopèdia en 206 volums. L'article sobre Espanya va ser escrit per Masson de Morvilliers, autor de la famosa pregunta «Què es deu a Espanya?», de la qual la resposta implícita és «res».
| «                                                                               | Aujourd'hui le Danemark, la Suède, la Russie, la Pologne même, l'Allemagne, l'Italie, l'Angleterre et la France, tous ces peuples ennemis, amis, rivaux, tous brûlent d'une généreuse émulation pour le progrès des sciences et des arts! Chacun médite des conquêtes qu'il doit partager avec les autres nations; chacun d'eux, jusqu'ici, a fait quelque découverte utile, qui a tourné au profit de l'humanité! Mais que doit on à l'Espagne? Et depuis deux siècles, depuis quatre, depuis dix, qu'a-t-elle fait pour l'Europe? | Avui Dinamarca, Suècia, Rússia, fins i tot Polònia, Alemanya, Itàlia, Anglaterra i França, tots pobles enemics, tots cremen per una generosa emulació del progrés de les ciències i les arts! Cadascun medita les conquestes que ha de compartir amb les altres nacions; cadascun d'ells, fins ara, ha fet algun descobriment útil, que s'ha convertit en profit per a la humanitat! Però què es deu a Espanya? Des de fa dos, quatre, deu segles, Què ha fet Espanya per Europa? | » |
| — Masson de Morvilliers, L'Encyclopédie méthodique, vol I, «Géographie moderne» | | |   |

L'historiador Ronald Hilton ha donat molta importància a aquest tipus imatge d'Espanya del segle xviii. Hauria donat l'entramat ideològic a Napoleó per a la seva invasió en 1807: la il·luminada França porta la seva llum a l'endarrerida i fosca Espanya.

### Els relats de viatgers i la Inquisició en la ficció
El suposat caràcter espanyol es veurà publicitat en el gènere literari més popular del segle XVII: els relats de viatges. En 1673, Francis Willoughby en la seva A Relation of a Voyage Made through a Great Part of Spain conclou el següent:
| «                                                                                      | Spain is in many places, not to say most, very thin of people, and almost desolate. The causes are 1. A bad Religion, 2. The Tyrannical Inquisition, 3. The multitude of Whores, 4. The bareness of the soil, 5. The wretched lazyness of the people, very like the Welsh and Irish, walking slowly and always cumbered with great Choke and long Sword, 6. The explusion of Jews and Moors, [...] 7. Wars and Plantations. | Espanya és en molts llocs, per no dir en la majoria, molt poc poblada, i gairebé desolada. Les causes són 1. la mala religió, 2. la tirànica inquisició, 3. la multitud de putes, 4. la nuesa del sòl, 5. la infeliç vagància de la gent, molt similar a la dels gal·lesos i irlandesos, caminant a poc a poc i sempre impedits per una gran espasa, 6. l'expulsió de jueus i moros, [...] 7. guerres i latifundis. | » |
| — Francis Willoughby, A Relation of a Voyage Made through a Great Part of Spain (1673) | | |   |

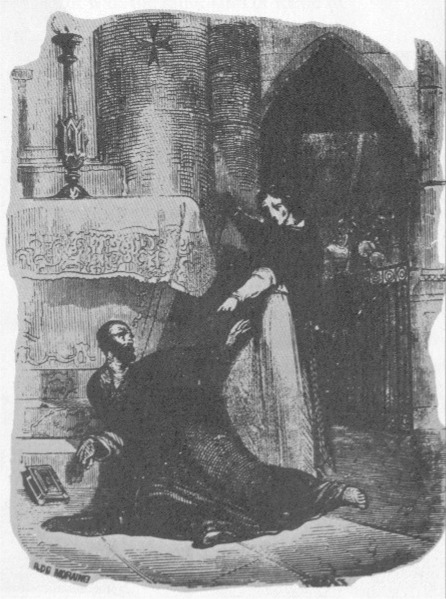
Ilustración de Les mystères de l'Inquisition (1844). Paula, la protagonista vexada, dona mort al Gran Inquisidor Arbués. Aquest tipus d'il·lustracions van tenir una importància cabdal a l'hora de formar l'opinió del públic.

Un dels primers i el més influent va ser el relat de la Comtessa d'Aulnoy de 1691, en el qual s'ennegreix de forma consistent tots els assoliments espanyols en les arts i les ciències. Durant el segle xvii es pot esmentar a més a l'abat Bertaut, a Antoine de Brunel i a Bartolomé Joly. A partir del segle xviii cal afegir a la llista Juan Álvarez de Colmenar, Jean de Vayarac (1718), Pierre-Louis-Auguste de Crusy, marquès de Marcillac, Edward Clarke, Henry Swinburne, Tobias George Smollett, Richard Twiss i altres innumerables que estenen la Llegenda negra. S'ha assenyalat que els escriptors de la Il·lustració van obtenir el seu coneixement sobre Espanya d'aquests relats.
Cap a la meitat del segle xviii els gustos del públic van canviar, és l'època de la creació de la novel·la gòtica, especialment popular a Anglaterra (Gothic novella) i a Alemanya (Schauerromantik). Es caracteritza per transcórrer la seva acció en un Medioevo indeterminat en el qual es contrasten el terror del marc escènic i dels personatges –sobretot inquisidorés i jesuïtes– amb la innocència dels protagonistes, joves virtuosos, «naturals», de gran sentit comú i de religiositat benèvola. Les diferents inquisicions es fonen en un tot únic, basat clarament en el model espanyol, on destaca el secretisme i l'austeritat implacable del tribunal, que malgrat la irracionalitat teològica, els procediments injusts i la implacable persecució de les seves víctimes, serveix sovint de justícia literària. Exemples són The Monk («El monjo»; 1796) de Matthew Lewis, The Pendulum (El pou i el pèndol; 1843) d'Edgar Allan Poe o The Val of Cedars, or, The Martyr («La vall dels cedres, o La màrtir»; 1850) de Grace Aguilar.
La literatura eròtica del segle xviii va evolucionar durant el XIX cap a novel·les que mostren la degeneració sexual de figures de l'Antic Règim, entre ells naturalment també el «inquisidor libidinoso». Es caracteritzen per «rehabilitar» al poble espanyol; la Inquisició és atribuïda a l'Església, a Santo Domingo i a reis febles que s'agarren al poder; al contrari que en la novel·la gòtica, la Inquisició és mostrada de forma voluptuosa i excessiva, omple d'hipocresia i cobdícia. El tema apareixerà de manera intermitent durant tot el segle xix. Potser la novel·la més característica sigui Els mystères de l'Inquisition et autres societés secrets d'Espagne (1844) de Madame de Suberwick, que escrivia sota el pseudònim Victor de Féréal.
El poder del terror produït pel simple esment del nom de la «Inquisició», sobretot l'espanyola, es va mantenir fins a mitjan segle XX com a símbol universal de la repressió, gràcies a obres com Els germans Karamàzov (1879) de Fiódor Dostoievski, que el seu Gran Inquisidor es va convertir en un personatge prototípico, El Greco pinta al Gran Inquisidor (1936) de Stefan Andres o Goya (1951) de Lion Feuchtwanger.

### La «llegenda groga»

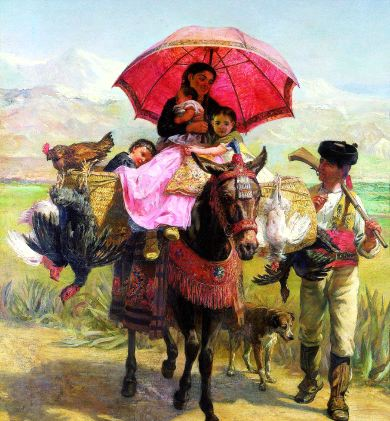
De camí, Granada d'Edwin Longsden Long. Els viatgers anglesos no només van escriure llibres, sinó que van portar les seves impressions al llenç.

L'historiador Enrique Moradiellos col·loca la transformació dels tòpics de la llegenda negra durant la Guerra del francès, quan els anglesos van trobar de sobte un aliat contra Napoleó al poble espanyol. Tots els tòpics negatius de la llegenda es van tornar positius: «la crueltat hispana es va convertir en valentia indòmita, el execrable fanatisme va esdevenir passió indomable, i la superba altanera es va fer orgull patriòtic i individualista.» Així, cap a finals del segle xix, la llegenda negra havia anat perdent força i es van substituir antics tòpics per uns altres, per una visió romàntica del país, que és el que ha vingut a anomenar-se la «llegenda groga». Va augmentar l'interès per Espanya, però per una Espanya exòtica, no només diferent, sinó excepcional, identificada bàsicament amb l'andalús. Es va estendre el tòpic romàntic del «passat àrab, l'altivesa de caràcter espanyol, la bellesa femenina, l'afició a les corregudes de toros, [la] religiositat popular supersticiosa...» Sobretot anglesos i alemanys volien veure al país els ideals d'honor, fervor patriòtic i religiós, els valors purs, primaris —i una mica salvatges— que la civilització estava destruint a Europa. D'altra banda, també va començar l'interès legítim per la història i cultura espanyola, l'hispanisme i els hispanistes.
Diversos autors van visitar Espanya per experimentar per si mateixos aquest «Orient a Occident», d'entre els quals es pot esmentar Théophile Gautier, Prosper Mérimée, George Sand, George Borrow, conegut com a «Jorgito el Inglés», Alfred de Musset, Alexandre Dumas pare, al que s'ha atribuït la frase «Àfrica comença als Pirineus», Alexander von Humboldt, Walter Scott i Rafaello Sabatini. Els més destacats i influents foren Lord Byron, que escriuria Lovely girl of Cadix, Victor Hugo, que després publicaria Orientales, i sobretot Washington Irving, amb els seus Contes de l'Alhambra. Des de la literatura, el corrent es va estendre cap a la música. Ja s'ha esmentat el Don Carlos, però Verdi també va escriure Il trovatore i Ernani, aquesta última basada en una obra de Victor Hugo; a les quals es poden afegir Egmont i Fidelio de Beethoven, la primera basada en una obra de Goethe. Però la més reconeguda és sens dubte Carmen de Bizet, basada en una obra de Mérimée.

### La llegenda negra a Hispanoamèrica
Les tensions entre les classes altes de criolls i peninsulars, és a dir, els espanyols provinents de la península Ibèrica, són anteriors a la independència dels països Hispanoamericans. Era un enfrontament per l'explotació de les riqueses de les terres i pobles americans i que, en general, no afectava a les classes més baixes. Cap a 1800 les idees de la Il·lustració francesa, amb el seu anticlericalisme, el seu escepticisme i els seus lògies maçòniques, havien estat assumides amb entusiasme entre els intel·lectuals americans. Aquestes idees anaven barrejades amb la llegenda negra, és a dir, amb la identificació d'Espanya com a «horrible exemple» d'obscurantisme i retard, com a enemiga de la modernitat.
Amb aquests antecedents, els rebels van poder emprar la llegenda negra com a arma de propaganda contra la metròpoli. Es van publicar innombrables manifestos i proclames citant i lloant a les Cases, poemes i himnes descrivint la depravada naturalesa dels «espanyols», cartes i pamflets dissenyats per avançar la causa patriòtica. Un dels primers fou Juan Pablo Vizcardo y Guzmán a Carta dirigida a los españoles americanos por uno de sus compatriotas, acusant la metròpoli de la greu explotació soferta, resumint la situació com a «ingratitud, injustícia, servitud i desolació». Un altre exemple és un dels grans herois de la independència americana, Simón Bolívar, admirador de las Casas, els textos del qual empraria amb profusió, va culpar als espanyols de tots els pecats comesos a Amèrica (pels criolls i no criolls) en els últims 200 anys, convertint als criolls en les víctimes, en els «colonitzats». També serà un dels primers a apel·lar al robatori de la riquesa americana i reclamar la seva devolució.

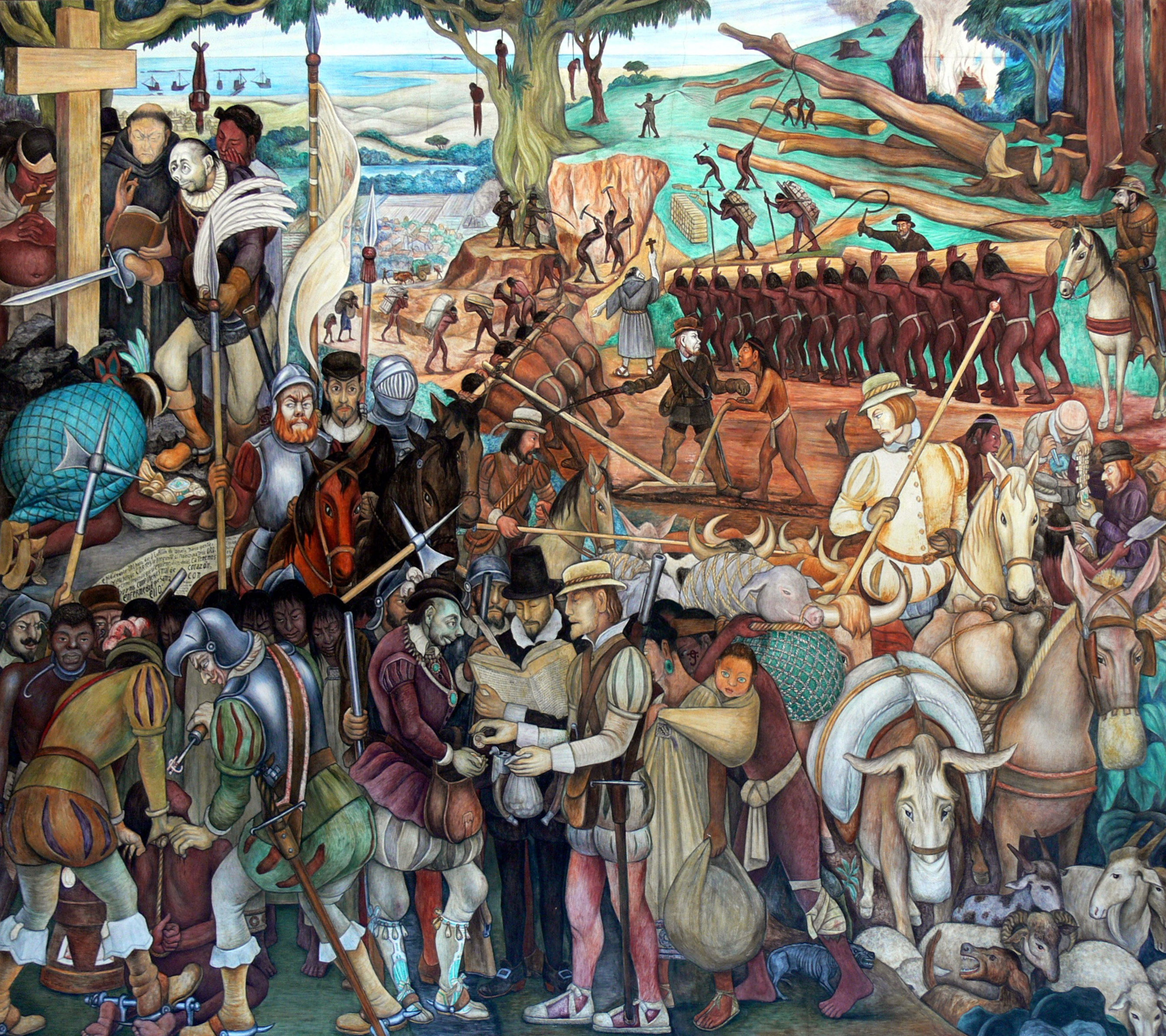
Els murals de Rivera han estat senyalats per Powell com una expressió de la llegenda negra a Amèrica.

Aquesta mentalitat antiespanyola es va mantenir durant el segle xix i part del XX entre les elits liberals, que consideraven la «deshispanització» la solució als problemes nacionals. El historiador Powell afirma que com a conseqüència de denigrar la cultura espanyola, s'ha aconseguit denigrar la pròpia, de la qual forma part la primera, tant a ulls propis com a estrangers. A més, el fet hauria produït una certa falta d'arrels entre els pobles americans, en rebutjar part de les pròpies.
Alguns autors fins i tot han volgut veure conseqüències de la llegenda negra en fenòmens culturals hispanoamericans de les últimes dècades, com determinades idees i corrents de l'indigenisme, o la reacció contra les inversions espanyoles a l'Argentina, sobretot en els anys 2000-2002, com ha assenyalat Español Bouché.
| « | No és per prendre-s'ho a broma. Al contrari. L'assumpte és molt seriós. El conflicte d'Aerolíneas amenaça amb posar a la població argentina en contra de totes les empreses espanyoles que fan negocis en aquest país llatinoamericà […] Les crides a la rebel·lió contra l' invasor no cauen en buit. […] Hi ha una gran diferència entre salvar a Aerolíneas i expulsar els espanyols. Però a gran part de la població del país llatinoamericà no li ha costat massa esforç recórrer aquest camí [...] | » |
| — Rafael Alba, Guillermo Pisani y Gema Velasco, «El calvario de los inversores extranjeros en Latinoamérica», El Economísta, n° 5713, 16-22 de juny de 2001 | |   |

Per la seva part, Javier Noya, en el seu estudi La Nueva Imagen De España En América Latina, cita un llibre escrit per dos periodistes argentins, Cecchini i Zicolillo, a la fi dels anys 90, i que va gaudir de gran difusió:
| « | Tal com els primers conqueridors espanyols van arribar al Riu de la Plata armats fins a les dents, disposats a quedar-se amb l'or i la plata d'aquelles terres deixant a canvi als indígenes un grapat de mirallets, campanetes i granadures, els nous conqueridors (les empreses espanyoles) van desembarcar fa uns anys a Argentina per quedar-se amb les joies de la seva corona -les seves xarxes de telèfon i d'electricitat, els seus jaciments de petroli, la seva companyia aèria de bandera […] i ja de pas els estalvis bancaris dels seus ciutadans- donant a canvi molt poc, i gairebé tot en forma de suborns als membres més desaprensivos del seu molt desaprensiva classe dominant, en perfecta conjunció amb els principals polítics espanyols [...] | » |
| — Daniel Cecchini y Jorge Cicolillo, «Los Nuevos Conquistadores. Cómo las Empresas Españolas expoliaron Argentina» | |   |

Durant la posterior crisi financera a Argentina podien veure's per tot el país pintades amb el lema «gallegos chorros» (espanyols lladres), per la qual cosa, segons Noya, «aquesta visió dels periodistes argentins, lamentablement no era l'excentricitat d'uns il·luminats o uns oportunistes [...]»

### La llegenda negra a Espanya
L'«espanyolada» com l'anomenava Francisco Ayala, provinent de la «llegenda groga» europea, va calar de seguida en el romanticisme espanyol del segle xix. Aquest folklorisme típic i tòpic es pot trobar en obres com Romances históricos del Duc de Rivas o el Don Juan de Zorrilla.

Al començament del segle xix apareix a Espanya i França una escola d'historiadors liberals que van començar a parlar de la decadència espanyola, considerant responsable a la Inquisició d'aquesta decadència econòmica i cultural i de tots els mals que afligien al país. Altres historiadors europeus reprendrien el tema més tard, mantenint-se aquesta posició en alguns autors fins a l'actualitat. El raonament afirmava que l'expulsió dels jueus i la persecució dels conversos hauria portat a l'empobriment i la decadència d'Espanya, a més de la destrucció de la classe mitjana. Aquest tipus d'autors són els que farien exclamar a Marcelino Menéndez y Pelayo
| «                                              | Per què no hi havia indústria a Espanya? Per la Inquisició. Per què som dròpols els espanyols? Per la Inquisició. Per què dormen els espanyols la migdiada? Per la Inquisició. Per què hi ha corregudes de toros a Espanya? Per la Inquisició. | » |
| — La ciencia española, Madrid, 1953, pág. 102. | |   |

En 1867 Joaquín Costa també havia plantejat la qüestió de la decadència espanyola. Tant ell com Lucas Mallada es preguntaven si el fet era a causa del caràcter espanyol. A ell es van unir sociòlegs, antropòlegs i criminòlegs francesos i italians, que parlaven més de «degeneració» que de decadència, i més tard altres espanyols com Rafael Salillas o Ángel Pulido. Pompeu Gener i Babot atribuïa la decadència espanyola a la intolerància religiosa i Juan Valera a l'orgull espanyol. Aquestes idees van passar a la literatura amb la Generació del 98, en textos de Pío Baroja, Azorín o Antonio Machado: «[Castella...] un tros de planeta pel qual creua errant l'ombra de Caïm»; arribant en alguns extrems al masoquisme i el complex d'inferioritat. Joseph Pérez relaciona aquest rebuig d'una part de la història pròpia (la part de l'expulsió dels jueus, la Inquisició, la conquesta d'Amèrica) i la idealització d'una altra (l'Àndalus) amb moviments similars a Portugal i França.

#### L'enfrontament amb Castella
Durant la revolta catalana de 1640 es van publicar nombrosos pamflets contra Castella que pregonaven els mateixos defectes que se sentien en la resta d'Europa. Destacà el Victoria que han alcanzado los catalanes contra los engaños de Castilla (1642) en el que es llegia:
| «                                                                                        | Pensaban enfangarnos como han hecho a los indios que con buenas palabras los llamaban a su obediencia y después los mataban con una crueldad que ni Diocleciano a los mártires [...] | » |
| — Anónimo, Victoria que han alcanzado los catalanes contra los engaños de Castilla, 1642 | |   |

García Cárcel expressa la importància d'aquest enfrontament de la següent forma:
| «                                                                            | L'encreuament de desqualificacions mútues entre Castella i Catalunya al llarg de la seva història ha fet més per la presumpta llegenda negra europea que Guillem d'Orange o Voltaire. El lascasianisme va ser extraordinàriament promocionat en la Catalunya revolucionària de 1640, i les crítiques d'Antonio Pérez s'expliquen, sobretot, en funció de les alteracions aragoneses de 1591. | » |
| — García Cárcel, «Leyenda negra y autocrítica», ABC, 4 de septiembre de 2007 | |   |

La permanència de la llegenda negra en els nacionalismes perifèrics espanyols ha estat assenyalat sobretot en les obres de Sabino Arana i del Doctor Robert. També es pot rastrejar en l'obra de Pompeu Gener i Babot, que uneix l'antisemitisme i antiespanyolisme:
| «                        | Espanya està paralitzada per la necrosi produïda per la sang de races inferiors com la Semítica, la Berber i la Mongàlica, i per purgació que en les seves races fortes va fer la Inquisició i el Tron, seleccionant tots el que pensaven, deixant amb prou feines com a residu més que fanàtics, servils i imbècils. La comprensió de la intel·ligència ha produït aquí una paràlisi agitant. Del Sud a l'Ebre els efectes són terribles; a Madrid l'alteració morbosa és tal que gairebé tot el seu organisme és un cos estrany al general organisme europeu. I dissortadament la malaltia ha vorejat ja l'Ebre, fent terrible presa en les virils races del nord de la Península. | » |
| — Gener, Herejías (1887) | |   |

### La llegenda negra als Estats Units
La llegenda negra va arribar als Estats Units amb els primers colons puritans, que es veien a si mateixos com l'avançada protestant que alliberaria als indis de l'opressió i la crueltat espanyola. Un dels autors més sorollosos va ser Cotton Mather, que va traduir la Bíblia a l'espanyol per distribuir-la entre els indis de Nova Espanya.
Després de la seva independència, els Estats Units aviat van passar a ser un rival territorial d'Espanya a Amèrica, tant a la frontera amb Nova Espanya, com a Florida, el Mississipi o a Nova Orleans, port que els nord-americans volien per donar sortida als seus productes de l'oest. Les idees il·lustrades i liberals que havien entrat als Estats Units al segle xviii, es van unir a les seves simpaties per les noves repúbliques naixents al sud, augmentant el sentiment antiespanyol. Sentiment que va arribar al seu cenit durant la Guerra Hispano-estatunidenca, quan la màquina de propaganda de Hearst i Pulitzer, que van emprar per a això els seus imperis periodístics, van tenir una influència enorme en l'opinió pública del seu país. Els discursos que es van sentir al Congrés durant el conflicte eren tan insultants, que van produir manifestacions massives de protesta a Espanya.
| «                                                  | Spain has been and is the victim of superstition […] Nothing was left but Spaniards; that is to say, indolence, pride, cruelty and infinite superstition. So Spain destroyed all freedom of thought through the Inquisition, and for many years the sky was livid with the flames of the Auto da fe; Spain was busy carrying fagots to the feet of philosophy, busy in burning people for thinking, for investigating, for expressing honest opinions. The result was that a great darkness settled over Spain, pierced by no star and shone upon by no rising sun. | Espanya ha estat i és víctima de la superstició […] Res no quedava sinó els espanyols; és a dir, indolència, orgull, crueltat i superstició infinita. Així Espanya va destruir tota la llibertat de pensament a través de la inquisició, i durant molts anys el cel va estar lívid amb les flames de l'acte de fe; Espanya estava ocupada portant llenya als peus de la filosofia, ocupada cremant a gent per pensar, per investigar, per expressar opinions honestes. El resultat va ser que una gran foscor va cobrir Espanya, travessada per cap estel i il·luminada per cap sol naixent. | » |
| — Robert Green Ingersoll, «Spain and the Spaniard» | | |   |

Els principals historiadors dels Estats Units al segle xix, Francis Parkman, George Bancroft, William H. Prescott i John Lothrop Motley, també escriurien Història tenyida de llegenda negra, textos que segueixen tenint importància en la historiografia estatunidenca posterior. A principis del segle XX el punt de vista popular sobre Espanya i els espanyols, acceptat i fins i tot propagat per la intelligentsia era el següent:
1. Els espanyols són excepcionalment cruels; com demostrarien Las Casas i la Guerra de Cuba.
2. Els espanyols són excepcionalment traïdors; i assenyalaven Felip II i l'enfonsament del Maine com a demostració.
3. Els espanyols són excepcionalment intolerants; com deixaria clar el seu fort catolicisme i la Inquisició.
4. La Divina providència hauria castigat als espanyols amb la seva decadència, la seva pèrdua de poder i del seu ric imperi.
5. Els hispans d'Amèrica, malgrat ser sospitosament catòlics i espanyols, havien de ser ajudats (per força si cal) per aconseguir la civilització.
6. Els indis d'Amèrica serien «bons salvatges» que havien estat maltractats i assassinats pels espanyols. Naturalment, no es considerava comparació possible amb els indis d'Amèrica del Nord.

Durant i després de la Guerra Civil espanyola la llegenda negra va tenir un cert ressò entre els crítics al règim de Franco, comunistes i anti-catòlics, encara que la principal component de les crítiques era de caràcter antifeixista. Enrique Moradiellos dona un exemple de com durant la Guerra Civil el pensament derivat de la llegenda negra encara conformava la visió d'Espanya, prenent un informe del major Edmond Mahony, agregat militar britànic a Espanya, de 1938:
| «                                                  | L'espanyol no és un home que es guiï per la raó i tampoc valora la saviesa si aquesta aconsella alguna cosa que va en contra del que li dicten els seus instints. Sent com és per complet un esclau de les seves passions, en les circumstàncies presents podem esperar que perllongui la seva resistència fins al límit màxim de la capacitat humana. […] La guerra civil forma part de la tradició nacional; igual que la correguda de toros proporciona un dividend gratificant en forma d'excitació emocional. Per això, la perspectiva d'una prolongació indefinida de la guerra civil probablement causa menys consternació entre la tropa i a Espanya en general que la que suscita a l'estranger. | » |
| — Edmond Mahony, Informe al Govern Britànic (1938) | |   |

L'historiador Powell presenta una crítica literaria de La casa de Bernarda Alba com a exemple de la salut de la llegenda negra en 1960:
| «                                                                       | […] The eternal jailhood which is the normal state of Spanish women from birth until death […] Passion in Spain is nurtured on deprivation and that fans the flames to a degree almost inconceivable to the resto of us […] And there you have all the elements of Spain — today, yesterday, and always — death, poverty, heat, pride, cruelty and passion [...] | […] L'eterna presó que és l'estat normal de la dona espanyola del naixement a la mort […] La passió a Espanya està nodrida per la privació i això aviva les flames a un nivell que és gairebé inconcebible per a resta de nosaltres […] I aquí tens tots els elements d'Espanya —avui, ahir i sempre— mort, pobresa, calor, orgull, crueltat i passió [...] | » |
| — John Crosby, International Herald Tribune (París), 14 de juny de 1960 | | |   |

#### El sentiment antihispà (americà) i el sentiment antiestatunidenc
Durant el segle xix aquestes antipaties antiespanyoles als Estats Units es van girar contra Mèxic, a conseqüència de la guerra d'independència de Texas i la seva posterior annexió als Estats Units. Els anglosaxons van caracteritzar als hispanoamericans com a hereus de l'Espanya catòlica i van difondre un relat racista en el qual el color de pell més fosc dels mexicans era evidència d'una suposada «degeneració per la mescla amb indis i negres».
Després de la Guerra de Cuba, els Estats Units es van veure com a gran potència, que fins i tot havia aconseguit plantar cara a Gran Bretanya amb èxit en 1895, durant el conflicte fronterer amb Veneçuela per la Guaiana Essequiba. L'actitud de Theodore Roosevelt en el cas de Panamà, el seu menyspreu pels colombians, que anomena «bandits de Bogotà», il·lustra l'actitud que prendrien les classes dirigents nord-americanes enfront de la cultura i els governs hispanoamericans, que són considerats «inferiors», actitud que Powell relaciona amb la llegenda negra.
| « | Chronic wrongdoing [Latin American ...] may in America, as elsewhere, ultimately require intervention by some civilized nation, and in the Western Hemisphere the adherence of the United States to the Monroe Doctrine may force the United States, however reluctantly, in flagrant cases of such wrongdoing or impotence, to exercise of an international police power. | Els excessos crònics [de Llatinoamèrica ...] poden requerir, a Amèrica, com en altres llocs, la intervenció d'alguna nació civilitzada i, en l'hemisferi occidental, l'adherència dels Estats Units a la Doctrina Monroe obliga als Estats Units, encara que sigui de mala gana, en casos flagrants de tals malifetes o impotència, a exercitar la funció de policia internacional. | » |
| — Theodore Roosevelt, Message of the President of the United States communicated to the two houses of Congress at the beginning of the third session of the Fifty-eighth Congress (1904) | | |   |

Més recentment, l'augment de la immigració llatinoamericana (i sobretot mexicana) als Estats Units, ha generat moviments com el english only («només anglès») i el Projecte Minuteman, que la seva retòrica «antihispana» segueix la línia de la llegenda negra. En aquest context, han reaparegut els prejudicis sobre el «espanyol mandrós», aplicat als llatinoamericans, mostrant-los com a dependents de les ajudes de l'Estat, llevant treballs i beneficis als altres, inclinat a la criminalitat i aliè als «valors americans».
La postura nord-americana als segles xix i xx va generar al seu torn un important moviment d'opinió contrària als Estats Units (antiamericanisme) entre les elits intel·lectuals d'Amèrica llatina, que no va substituir al sentiment antiespañol, sinó que se li va unir. Aquest paral·lel entre la llegenda negra i el antiamericanismo, que no es redueix a Hispanoamèrica, ha estat expressat per William S. Maltby de la següent manera:
| «                                                       | In more ways than one, the position of the United States in the twentieth century approximates that of Spain in the sixteenth. Wielding enormous power in the defense of an essentially conservative ideal, it finds itself object of hatred and jealousy to friends and foes alike. No one who reads the newspaper can doubt that a new Black Legend is being assembled by the nations of the world, or that America is the intended victim. Like Spain, it has indulged its passion for self-criticism to the fullest; and in the end, its fate may be the same. | En més d'un aspecte, la posició dels Estats Units al segle XX s'assembla a la d'Espanya al segle xvi. Brandant un poder enorme en defensa d'un ideal essencialment conservador, es troba com a blanc de l'odi i de la gelosia d'amics com d'enemics. Ningú que llegeixi els periòdics podrà dubtar que les nacions del món estan compilant una nova Llegenda Negra, ni que els Estats Units han gaudit d'un poder mundial; com Espanya, s'han permès portar l'autocrítica fins a l'extrem; i, fet i fet, el seu destí pot ser el mateix. | » |
| — William S. Maltby, The Black Legend in England (1969) | | |   |

### La llegenda negra al món contemporani
La presència de la llegenda negra en els textos escolars dels sistemes educatius de diversos països ha estat assenyalada per diversos historiadors. Powell esmenta l'informe de l'American Council on Education realitzat en 1944, que ja assenyalava errors d'embalum en els textos educatius dels Estats Units, incloent els textos universitaris. Segons l'estudi, els llibres tendien no sols a incloure aspectes de la llegenda negra, sinó a generalitzar-los a tota Hispanoamèrica i a tots els hispanoamericans. Una altra característica comuna era la reducció de la historia hispanoamericana a dues èpoques concretes: la conquesta i la independència dels països hispans, com si no hagués ocorregut res en els 300 anys que transcorren entre un fet i un altre, ni des de llavors; o la simplificació de la societat hispanoamericana com una elit blanca que oprimeix a una majoria índia, ignorant per complet l'existència d'una classe mitjana. Powell va estudiar alguns textos educatius en 1971 arribant a la mateixa conclusió. El caso anglès és similar; en 1992 John L. Robinson afirmava:
| «                                                                             | Students entering British universities share an exposure to a pernicious anti-Hispanic bias, one perhaps shared by their culture in general but certainly more specifically by the historical literature recommended to them during the years of preparation for advanced schooling. | Els estudiants que entren a les universitats britàniques comparteixen una exposició a un perniciós prejudici antihispànic, potser compartit per la seva cultura en general però certament més específic en la literatura històrica que els és recomanada durant els anys preparatoris per a l'educació universitària. | » |
| — John L. Robinson, «The anti-hispanic bias in british historiography» (1992) | | |   |

El mateix pot dir-se dels textos escolars dels altres països d'Europa i Amèrica, estudiats per Jesús Troncoso García en 2001.
El menyspreu, el desconeixement o la representació esbiaixada de la cultura espanyola i hispanoamericana és una conseqüència que ja s'ha esmentat més amunt en diversos moments. Exemples moderns es poden veure al cinema, tant el de Hollywood com l'europeu, en el qual els hispans segueixen fent papers de «dolents», com s'ha estudiat en el cas de l'actor Sergi López, o existeix en els arguments de les pel·lícules Mossega la bala (1975), Amistad (1997), La màscara del Zorro (1998) o Missió Impossible II (2000), on la representació de la cultura espanyola frega el grotesc. En 1979, el subdirector de Televisió Espanyola, Eduardo Autrán, va admetre haver suprimit l'episodi sobre el Segle d'Or espanyol de la sèrie de dibuixos animats Hi havia una vegada... l'home per «abundar en els tòpics històrics de la Llegenda Negra sobre Espanya». La resposta d'Albert Barillé, guionista i creador de la sèrie, va anar que era un problema «de sensibilitat, de cultura» i que els espanyols eren «molt susceptibles». Un altre exemple ho presenta Judith Etzion, que afirma que la posició marginal de la música espanyola en la historiografia musicològica occidental està basada en una falta general d'interès per la cultura del país, del que tindria culpa la llegenda negra.
En política, Español Bouché dona un exemple d'ocupació de la llegenda negra en 1995 durant l'anomenada «Guerra de l'halibut», una disputa sobre pesca entre Canadà i Espanya. A pesar que va ser Canadà qui va violar la llei internacional en detenir a un vaixell pesquer a aigües internacionals, va haver-hi una violenta campanya de premsa contra Espanya, encoratjada sobretot per la premsa groga britànica, The Sun i Daily Mail, que demanava als seus lectors que imitessin al pirata Francis Drake «que va acabar amb l'armada espanyola en 1588». L'incident és considerat crucial en el renaixement del patriotisme canadenc. En el cas anglès, sembla que la llegenda negra és un recurs fàcil que és usat pel govern en cas de problemes domèstics i que li garanteix el suport de l'opinió pública. Álvaro Delgado-Gal fins i tot ha volgut veure espurnes de la llegenda negra en el tractament periodístic de la recessió espanyola en 2010.
El periodista José Luis Barbería ha analitzat les conseqüències econòmiques de la llegenda negra en el seu estudi El valor de la 'marca' España, comparant el valor de la «marca» amb altres de l'entorn, com «Itàlia» o «França». Un estudi del Reial Institut Elcano ho expressa de la següent manera:
| «                                                                                               | L'estudi també revela un interessant contrast per àrees geopolítiques que ha de ser pres molt en consideració a l'hora d'abordar una política (o millor, polítiques, en plural) d'imatge. En molts i importants països, incloent Estats Units, simplement no hi ha una imatge d'Espanya. En altres casos, com en bona part d'Europa, segueixen pesant més els estereotips romàntics del passat que les noves realitats: per exemple, segueix havent-hi una percepció dels productes i la tecnologia espanyola que no es correspon amb la seva qualitat objectiva. | » |
| — Emilio Lamo de Espinosa, «Prólogo», en Javier Noya, La imagen de España en el Exterior (2002) | |   |

## La reacció espanyola i la llegenda rosa
Diversos historiadors i investigadors relacionen la llegenda negra antiespanyola i anticatòlica, amb la seva contracara, la «llegenda blanca» (Gibson), «llegenda rosa» (García Cárcel) o «daurada» (Blasco Ibáñez, Juderías), propagandista de les conquestes de l'Espanya catòlica. Hendrik Henrichs explica aquest punt de vista a Revista de Occidente de la següent manera:
| «                                                                                          | Les nacions poderoses tendeixen a forjar-se una imatge de si mateixes que, en la majoria dels casos, es fonamenta sobre un mite d'origen i una missió al món. La propagació d'aquesta imatge pròpia suscita sovint imatges contràries en els adversaris d'aquestes nacions poderoses. En aquest intercanvi d'imatges internes i externes relacionades amb la identitat i la importància internacional d'una nació determinada es van encunyant frases lapidàries que queden gravades en la memòria internacional […] Espanya, la primera potència europea a fer-se amb un imperi mundial, constitueix així mateix el primer exemple d'aquesta tensió entre imatge pròpia i imatge contraposada internacional en la història moderna. Simplificant, es podria dir que la imatge que tenia Espanya de si mateixa va coincidir durant molt temps amb l'anomenada Llegenda Blanca. La imatge contrària adduïda pels adversaris d'Espanya es coneix com a Llegenda Negra. Si bé aquests termes daten de finals del segle xix i principis del XX, el conjunt d'imatges pròpies i contraposades al que representen és més antic. | » |
| — Hendrik Henrichs, «Un holandés "distinto": Johan Brouwer y la historia de España» (2006) | |   |

Com ja s'ha vist en les interpretacions crítiques, García Cárcel nega l'existència de la llegenda negra, donant com a raó l'existència d'una llegenda rosa, que faria de contrapès, la qual cosa finalment convertiria la llegenda en «grisa», més que en «negra». El raonament ha estat criticat per Español Bouché, ja que l'existència d'una «llegenda rosa» no implica necessàriament que tingués la mateixa influència i pes que la «negra», sobretot internacionalment.
Entre els autors que van defensar Espanya des de l'estranger, es poden esmentar a França a Mathieu de Magnes, abat de St. Germain, i Janseni, en el seu Mars gallicus; tots dos consideren que tota guerra contra Espanya és impía. Felipe II va tenir fins i tot admiradors a França, però va faltar un taller propagandístic que defensés els interessos espanyols al país. A Portugal va ser Damiao de Goas qui va defensar a Espanya dels atacs de Fugger i Munster. Des d'Anglaterra, Thomas Stapleton va publicar en 1592 Apologia pro Philippo II, contra varias et falsas acusationes Elisabethae Anglial Reginae i el jesuïta pare Gerard va escriure Màrtirs de la Inquisició anglesa, que va haver d'esperar a 1984 per ser publicat; se'ls pot afegir els escrits d'Anthony Sherley. Les apologies d'Espanya van arribar sobretot des dels Països Baixos i Itàlia on van destacar Francesco Zypeo, Jacobo Chiflerio, Giovanni Botero i Campanella, un dominic calabrès que va escriure Monarquia Hispànica, però que canviaria d'opinió després de passar dotze anys a la presó de Nàpols, per acabar sent agent de Richelieu.
Naturalment el major nombre d'apologies provenien d'Espanya, on es van barrejar amb lloances a la monarquia. La llista dels segons és interminable, incloent gairebé tots els intel·lectuals del segle xvi. De l'exaltació dels reis es va passar de seguida al «narcisisme essencialista», que centra les essències hispàniques en la religiositat i el militarisme. Arias Montano, Baltasar de Ayala, Cerdán de Tallada i Valle de la Cerda defensaren les accions de Felip II en Flandes i Ribadeneyra va recolzar l'aventura de l'Armada Invencible. La consciència de superioritat i la xenofòbia van ser augmentant des de finals del segle xvi. També va néixer la consciència de «nació espanyola» i la identitat lingüística espanyola amb el castellà, com ho van assumir Nebrija i innombrables altres intel·lectuals. Un dels elogis més apassionats de la cultura hispana és l' Apologia de Adeserenda hispanorum eruditione seu de viris hispaniae doctis enarratio, publicada en 1553 per Alfonso García de Matamoros. Un dels primers llibres escrits específicament contra la llegenda negra espanyola és Apuntamientos y anotaciones sobre la historia de Paulo Jovio (1567), habitualment denominat El Antijovio, de Gonzalo Jiménez de Quesada, una resposta al Historiarum sui temporis ab a. 1494 ad a. 1547 libri XLV. de Paolo Giovio.
| «                                                 | Sobre todas las naciones contadas y sobre todas las demás que ay derramadas por el mundo, tienen este odio particular que emos dicho contra España los ytalianos. | » |
| — El Antijovio (1567), Gonzálo Jiménez de Quesada | |   |

Al segle xvii aquest tipus de literatura va augmentar notablement, del que són mostra els escrits de Juan Pablo Mártir Rizo, Benito Peñalosa y Mondragón, al Libro de las cinco excelencias del español, que despueblan a España para su mayor potencia y dilatación (1629), o Juan Caramuel, en Declaración mística de las Armas de España ínclitamente belicosas (1636). Destaquen sobretot els texts de Saavedra Fajardo, Baltasar Gracián i Quevedo durant la polèmica amb França. En la seva defensa d'Espanya, Quevedo és autor de Carta al muy cristianísimo Luis XIII, El Lince de Italia o zahorí español i España defendida y los tiempos de ahora con los novelones sediciosos, una de les primera obres queixant-se sobre les malvolences estrangeres i de la decadència del país.
| «                                  | ¡Oh desdichada España! ¡Revuelto he mil veces en la memoria de tus antigüedades y anales, y no he hallado por qué causa sea digna de tan porfiada persecución! Sólo cuando veo que eres madre de tales hijos me parece que ellos porque los criaste, y los extranjeros porque ves que los consientes, tienen razón de decir mal de tí. […] No nos basta ser tan aborrecidos en todas las naciones, que todo el mundo nos sea cárcel y castigo y peregrinación, siendo nuestra España para todos patria igual y hospedaje [...]. | » |
| — Quevedo, España defendida (1609) | |   |

Durant el segle xviii els intel·lectuals espanyols van respondre de forma bel·ligerant a les crítiques que arribaven des de França. Per exemple, José Cadalso va respondre Montesquieu en 1782 a Los eruditos a la violeta i a Cartas marruecas; Juan Francisco Masdeu, Rodríguez Mohedano o Luís Josep Velázquez, qui va encunyar l'expressió «Segle d'Or», serien uns altres. Però sobretot Morvilliers i el seu «Que es deu a Espanya?» va aixecar polseguera i va generar fortes respostes, incloent una del Conde d'Aranda, ambaixador a França. Unes altres inclouen Cavanilles (Observations sur l'article Espagne, 1784), Carlo Denina, un religiós italià, o Forner (Oración apologética por la España y su mérito literario, 1786), qui va rebre crítiques de Borrego i Iriarte. La Guerra del francès va produir una explosió nacionalista, radicalitzant-se les crítiques a l'invasor francès. Entre aquests autors destaquen Antoni de Capmany i Manuel Gómez Imaz.

### La polèmica sobre la ciència espanyola i el Regeneracionisme

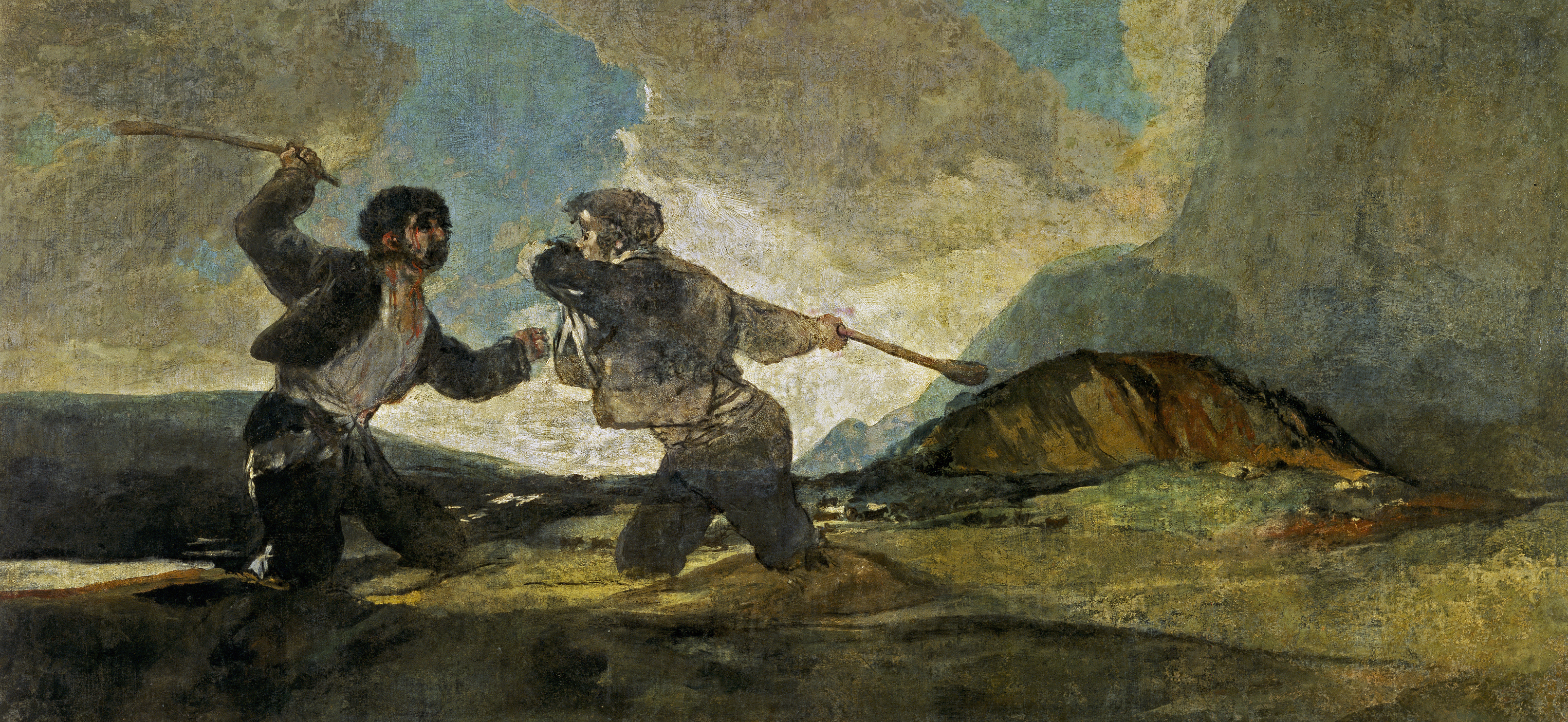
Riña a garrotazos, de Goya, un referent icònic de les Dues Españas que el pintor aragonès retrata entre els dolors del seu naixement.

Cap a 1875 va esclatar la polèmica sobre la ciència espanyola. Mentre que els intel·lectuals liberals com Gaspar Núñez de Arce, Manuel de Revilla o Gumersindo de Azcárate acusaven a la Inquisició i l'Església Catòlica de ser les responsables de la decadència espanyola, en defensa de l'«essència d'Espanya» va sortir un jove Menéndez Pelayo, amb textos com «Mr. Masson redivivo» i «Mr. Masson redimuerto», en els quals defensava que, encara que Espanya no havia produït genis en el camp de les Ciències Naturals, la religió no havia tingut res a veure. De fet, Menéndez Pelayo va defensar la Inquisició afirmant que havia estat necessària per garantir la seguretat de l'Estat i evitar les guerres de religió que havien assolat la resta d'Europa. Pérez relaciona aquesta divisió de parers a la fi del segle xix amb processos similars en la resta d'Europa, com el Kulturkampf alemany, independentment que a Espanya hi hagués o no tints de la llegenda negra en la discussió.
Cap a finals del segle xix, tots els espanyols tenien un sentit d'inferioritat respecte a Europa. La reacció a la percepció de decadència es pot dividir en tres grups principals:
- Espanya i els països llatins representarien una civilització original, més individualista, apassionada i imaginativa, que, encara que sense progrés tècnic i científic, no havia de ser considerada inferior a les altres. El seu major representant és Unamuno, caracteritzat en el seu famós «Que inventin ells!», que considerava, que si els espanyols no tenien especial talent per a la tècnica i les ciències, havien de concentrar-se els avanços culturals i socials i adoptar els avanços tècnics des d'estranger.
- Un segon grup acusava la Inquisició, la intolerància, la Contrareforma, als Habsburg, de la decadència. Entre ells s'expliquen els regeneracionistes, els krausistes i els republicans de 1931. La seva solució era la secularització, l'estudi de les ciències i la promoció de la tècnica, la democratització i liberalització, que pretenia treure Espanya d'entre les «nacions moribundes», on l'havia col·locat el Primer Ministre britànic Salisbury en un discurs de 1898, a través d'un acostament a Europa. Ramón y Cajal es va fixar en el model japonès per sortir de la decadència a través de la ciència i la tècnica, tendència que van seguir Maeztu i Azorín.
- Finalment els anomenats neocatòlics afirmaven que era Europa la que s'havia desviat del bon camí per culpa de la Reforma protestant, que els havia desviat de la unitat espiritual de la Cristiandat, a través de la indiferència religiosa. Aquesta línia de pensament abocaria en el nacionalcatolicisme de la dictadura franquista, la seva expressió més consumada.

Julián Marías ha dividit als «afectats» espanyols per la llegenda negra en dos grups:
- els «contagiats», que són aquells que creuen en la veracitat de la llegenda negra;
- els «indignats», que rebutgen el concepte com a difamació, de manera completa i sense matisos.

Existiria un tercer grup minoritari, els «lliures», els que han «romasos oberts a la veritat», que es trobarien entre els dos anteriors, no caient en el joc de la llegenda negra, però sense respondre-hi amb entossudiment i ignorància.
La reacció contra la pretensió anglosaxona de reivindicar el primer lloc entre les nacions civilitzades va provenir inicialment de França i Amèrica Llatina. Es va criticar la nordomanía, sinònim de materialisme, plutocràcia i imperialisme, recolzant-se en una ideologia conservadora i fins i tot reaccionària. De manera similar, Ángel Ganivet va anunciar el concepte de «hispanitat», una comunitat basada en valors culturals i espirituals comuns. Aquesta ideologia va ser ampliada per Ramiro de Maeztu, sobretot en la seva Defensa de la Hispanidad (1934), en la qual parla dels països hispans com a gran reserva de recursos espirituals de la Humanitat. Entre els no conservadors que van seguir aquest camí es pot esmentar a l'historiador Rafael Altamira y Crevea, que afirma que la base de la comunitat hispana no era l'Evangeli, sinó les tècniques, legislació, institucions, formes artístiques i culturals aportades al Nou Món.

### Creació de l'expressió
Va ser en aquest ambient en el qual es va crear l'expressió «llegenda negra» per expressar el concepte, encara que el seu primer ús cal buscar-lo a França, en 1893, per referir-se a la «Llegenda negra de Napoleó». Però van ser Emilia Pardo Bazán i Vicente Blasco Ibáñez els primers autors a donar a l'expressió el sentit en què va abundar Juderías.
| «                     | No hi ha dubte que Jueries és el gran difusor de la fórmula i el concepte de 'llegenda negra', però ni és el seu inventor, ni va pretendre ser-ho. L'expressió 'llegenda negra' és una evident contraposició de 'llegenda àuria', i aquesta altra és almenys tan antiga com el clàssic de Santiago de la Vorágine, del segle xiii, la Legenda Aurea Sanctorum. És per tant probable que existeixin en llatí, en espanyol o en altres llengües modernes, exemples de la fórmula 'llegenda negra' anteriors al segle xx. Hem pogut trobar alguns exemples d'autors espanyols que van emprar l'expressió abans que Juderías, com per exemple Emilia Pardo Bazán i Vicente Blasco Ibáñez en el marc de les seves respectives conferències de París (1899) i Buenos Aires (1909). | » |
| — Luis Español Bouché | |   |

 i proporciona cites literals, primer de la conferència de Pardo Bazán,
| «                    | tinc dret a afirmar que la contrallegenda espanyola, la llegenda negra, divulgada per aquesta fastigosa premsa groga, taca i ignomínia de la civilització als Estats Units, és mil vegades més mentidera que la llegenda daurada. Aquesta, si més no, arrela en la tradició i en la història; la disculpen i fonamenten les nostres increïbles gestes d'uns altres temps; per contra, la llegenda negra falseja el nostre caràcter, ignora la nostra psicologia i reemplaça la nostra història contemporània amb una novel·la, gènere Ponson du Térail, amb mines i contramines, que no mereix ni els honors de l'anàlisi. | » |
| — Emilia Pardo Bazán | |   |

i després de la de Vicent Blasco Ibáñez,
| «                       | Exposaré davant vosaltres, nets d'Espanya, ja que no fills, sang de sang, carn de carn, nervi de nervi d'Espanya, el que va ser i serà la mare pàtria. Vull parlar-vos de la llegenda negra d'Espanya, sorgida com una conseqüència d'opinions falses abocades a diversos segles de propaganda antipatriòtica, de la magnífica epopeia desenvolupada durant els set segles de la reconquesta que va fer de la nostra pàtria un formiguer de races i va preparar a l'adveniment de l'altra epopeia: la del descobriment del Nou Món. […] Entrem ara en el terreny de la conferència, que, com abans ho he dit, porta per títol “La llegenda negra d'Espanya”, títol una mica vague, que sembla que pogués referir-se a tot allò que en el nostre passat es refereix a la intolerància haguda en matèria religiosa. No és així, tanmateix. Sobre Espanya hi ha dues llegendes: la llegenda daurada i la llegenda negra. | » |
| — Vicente Blasco Ibáñez | |   |

### Les llegendes bruna i blava
El concepte de la «llegenda negra» ha estat posat al servei d'altres sistemes de propaganda en diverses ocasions, sobretot pels autors antiliberals. Ja en 1923 José Conte ho va emprar per desacreditar les Corts de Cadis. Español Bouché assenyala que aquesta és potser una de les raons per les quals concepte es valori tan poc.
El cas més evident d'abús del concepte és l'ocupació que va fer el govern de Franco, que rebutjava qualsevol crítica contra el règim apel·lant a la llegenda negra espanyola i a la Conspiració Judeo-Maçònica-Comunista-Internacional. Les idees de Juderías, a través de Maeztu, arribaren fins a Antonio Vallejo-Nájera, qui les va manipular per al desenvolupament del seu concepte de «raça», basat en característiques culturals i no genètiques, que imprimeix a la seva idea de la Hispanitat. Español Bouchéha anomenat a aquest pensament, característic de la propaganda franquista entre 1936 i 1945, «llegenda blava», la de caràcter falangista, i «llegenda bruna», la de caràcter filonazi. El mateix José María de Areilza, important prohom del règim franquista, prologà l'edició de 1954 de l'obra de Juderías.
Un exemple d'aquest tipus de discurs es troba en el jesuïta Eguía:
| «                                                                             | Oberta així la porta a la veritable civilització comuna amb la unió i l'enaltiment de totes les races, ja va ser possible que Espanya catòlica i els seus capitans i els seus missioners, obrant en conjunt, posessin als aborígens en vida sociable, bandejant la seva barbàrie, baratant en humanes els seus costums i comunicant-los tantes coses i tan necessàries com se'ls van portar de l'altre hemisferi. Ja va ser possible ensenyar-los la veritable cultura de la terra, edificar cases, ajuntar-se en pobles, llegir i escriure, i moltes altres arts que abans totalment els eren alienes. | » |
| — Constancio Eguia Ruíz, España y sus misiones en los países del Plata (1953) | |   |

## Historiografia moderna

### El vessant europeu de la llegenda
La historiografia romàntico-liberal es va estendre al segle XX a través d'obres crítiques amb la Inquisició, sobretot les de l'alemany Schäfer (1902) i el nord-americà Henry Charles Lea. També els historiadors jueus d'entre segles, Kauffmann, Gratz, Loeb, seguiran aquest corrent, que van continuar aquells actius en els anys 30 i 40 del segle xx, sobretot Braunstein, Roth i Baer, que van comparar la destrucció de l'Holocaust i la Inquisició.
Però a poc a poc la bel·ligerància ideològica va ser disminuint a Europa, guanyant solidesa científica. Les obres sobre Felip II situaven al monarca en el seu context històric, especialment apologètiques les de Pfandl (1938) i Walsh (1943), de forma paral·lela al que havien fet a Espanya Fernández Montaña (1914) i Fernández de Retana (1958), al que s'oposaran historiadors com Merriman (1934) i Cadoux (1947). L'hispanisme es va anar fent més conservador i el corrent liberal també va evolucionar considerablement en les seves premisses en les primeres dècades del segle, potenciant-se els estudis socioeconòmics. Benedetto Croce va trencar amb el tòpic de la dominació despòtica d'Espanya sobre Itàlia, en el que coincidiria amb molts altres autors italians. Però sobretot va ser la historiografia francesa la que va trencar definitivament amb els tòpics de la llegenda, destacant el treball de Lucien Febvre.
La Guerra Civil va produir una polarització de la historiografia. En el camp conservador, diversos historiadors van publicar textos bel·ligerants en defensa de personatges històrics espanyols, de la Inquisició, dels Àustries, de l'obra d'Espanya a Amèrica o del caràcter espanyol. En el camp liberal, Marcel Bataillon va provocar un gir radical amb la seva obra Erasmo y España, que per primera vegada destacava l'existència del pensament progressista en l'Espanya del segle xvi, malgrat l'oposició d'historiadors de la literatura com Kemplerer, que es negaven a reconèixer un Renaixement o una Il·lustració espanyoles.
En la dècada de 1960 es van publicar diverses obres que estudiaven per primera vegada a l'estranger detalladament diversos aspectes de la llegenda negra. Així, en 1960, Sverker Arnoldsson, professor de la Universitat de Göteborg, va publicar La Llegenda Negra. Estudis sobre els seus orígens, que aprofundeix en els orígens italians i germans de la llegenda. En 1965 Henry Kamen va editar The Spanish Inquisition: A Historical Revision, que va contribuir enormement a desmitificar la Inquisició espanyola. Tres anys més tard, en 1968, William S. Maltby estudiava en profunditat la llegenda negra a Anglaterra a The Black Legend in England. A principis de la dècada següent, en 1971, van aparèixer en llengua anglesa dues importants revisions generals, la de Philip Wayne Powell, amb Tree of Hate, que dedica un gran espai a la llegenda als Estats Units, i The Black Legend: Anti-Spanish Attitudes in the Old World and the New, editat per Charles Gibson.
A partir de la dècada de 1980 la historiografia sobre Espanya va patir un canvi important, a cavall de les autonomies i l'explosió dels nacionalismes, així com de la integració d'Espanya en la Comunitat Econòmica Europea. A l'estranger es van publicar innombrables obres revaloritzant l'administració dels Àustries i als seus protagonistes, com el Duc d'Alba, el Comte-Duc d'Olivares o Felip II. Per a aquests autors, la fallada de la monarquia hispana hauria estat en la hipoteca que representava la defensa del catolicisme, és a dir, seria de caràcter ideològico-polític, no en la tècnica administrativa, homologable a altres de l'època. Fins i tot s'ha reduït als seus justs límits la derrota de l'Armada. L'estudi de la Inquisició ha sofert una autèntica explosió, sobretot gràcies al Centre d'Estudis Inquisitorials i a l'Institut d'Història de la Inquisició, que han permès homologar els processos inquisitorials a uns altres de l'època, matisant el seu efecte en la cultura espanyola.

### El vessant americà de la llegenda
En canvi, el vessant americà de la llegenda segueix sent un terreny fèrtil en disputes, hereves de la divisió entre «lascasistas» i «antilascasistas». Molina Martínez apunta que una de les característiques més assenyalades de la discussió és la seva obsessiva referència a la conquesta i el fet d'ignorar els dos-cents anys posteriors.
Durant la dècada de 1930 va dominar la historiografia apologètica, sent els exemples més rigorosos les de Silvio Zavala i Kirpatrick. La dècada següent va veure una explosió de la historiografia americana, que en la seva majoria va mantenir el to apologètic de la conquesta, destacant el llibre de Rómulo D. Carbia, que considerava la llegenda negra un «engendre sense fonament», i l'informe de l'American Council on Education. Durant aquests anys Frank Tannenbaum publicà la seva obra Slave and Citizen: The Negro in the Americas (1946), en la que defensava que el model d'esclavitud en Iberoamèrica havia estat molt més humà que en el nord, iniciant una polèmica que arriba als nostres dies. L'ofensiva conservadora es va mantenir durant la dècada de 1950 amb historiadors com Vicente Serra, Rosemblat, Lohmann o Chevalier. Durant els 40 també va sorgir el que s'ha anomenat la «historiografia de la anticonquista», que a Amèrica Llatina va prendre forma de militància indigenista, com va ser el cas de Luis E. Valcárcel al Perú o Alfonso Caso a Mèxic. Durant els seixanta, Miguel León Portilla va donar naixement a la «visió dels vençuts», que donaria un dels corrents més crítics de la historiografia de la conquesta i la colonització.
Una de les disputes historiogràfiques més sonades va ser entre Benjamí Keen i Lewis Hanke, que entre 1969 i 1971 van desenvolupar els seus punts de vista a les pàgines de la revista Hispanic American Historical Review. Keen sostenia que la llegenda s'assentava sobre realitats inqüestionables, defensant la veracitat de les afirmacions de las Casas i donant importància a la vida diària dels indígenes i la falta de compliment de les lleis, mostrant els canvis traumàtics que va sofrir la població índia. En canvi Hanke adverteix sobre les excessives generalitzacions del dominic, assenyalant l'esforç legislatiu de la Corona per protegir els indis, incloent càstigs als infractors.
La visió hipercrítica de la conquesta d'Amèrica es va intensificar durant la dècada anterior a les celebracions del V Centenari. Les crítiques més àcides procedien sobretot de l'indigenisme, fins al punt que al setembre de 1986 la XLI Assemblea General de l'ONU va decidir eliminar de l'agenda la celebració del V Centenari. L Les crítiques es van centrar en la catàstrofe demogràfica («genocidi»), es van subratllar els aspectes més sagnants de la conquesta, alhora que es minimitzaven les victòries espanyoles, atribuint-les a la casualitat o a la feblesa indígena. També es va posar especial accent a vincular l'herència colonial amb patrons de conducta negatius en l'Amèrica moderna: el caciquisme, la ingerència militar, la corrupció, la mentalitat conservadora i en general amb el subdesenvolupament del continent. D'altra banda, es va presentar una imatge idíl·lica de l'Amèrica precolombina. Un exemple d'aquest pensament és la introducció al dossier de L'Avenç titulat «500 anys d'iniquitats» de Miquel Izard i Llorens:
| «                                                         | L'arribada dels castellans a Amèrica en 1492 […] significarà l'assassinat de milions d'indis i l'esclavització de la majoria dels que sobreviuran al sadisme dels blancs i a les malalties contagioses […] Els descendents dels vençuts, dels conquistats, dels esclavitzats van portar una continuada lluita revolucionària que iniciada en 1492 continuarà al llarg del període colonial i s'aguditzarà entre 1750 i 1820 […] Encara que la repressió de Somoza o Pinochet és la continuació de la iniciada per Cortés o Pizarro ha hagut de sofisticar-se davant el volum de les protestes […] Aquest dossier vol denunciar en primer lloc que el que va succeir el 12 d'octubre de 1492 no va ser una gesta de la qual pot congratular-se la humanitat, sinó l'inici de 500 anys de iniquitats; en segon lloc, parlar de les lluites dels envaïts que defensaven la seva terra i en tercer lloc recordar que en molts aspectes eren molt més justs que la societat capitalista que està sofrint la humanitat. | » |
| — Miquel Izard, «500 anys de iniquitats» a L'Avenç (1983) | |   |

La historiografia ja va començar a atacar el que Fontana ha anomenat «historiografia de l'emancipació» en la dècada de 1980. S'ha començat a distingir la iniciativa privada de l'estatal en la conquesta i s'ha trencat definitivament el mite de la facilitat de la conquesta, quedant clara la violència de la reacció indígena. Per exemple, Guillermo Lohman parla que «L'obra complerta per Espanya a Amèrica no va ser ni un error històric ni un crim cultural ni constitueix un fracàs dels quals calgui penedir-se». L'indigenisme ha perdut la seva bel·ligerància romàntica i s'ha fustigat als historiadors que pretenien donar com a origen de tots els mals a la metròpoli. La polèmica s'ha tornat a reavivar durant la celebració dels bicentenarios de la independència dels països hispanoamericans.
García Cárcel considera que la creació d'una tercera via entre les dues existents ha fracassat i que els mites barrejats amb ideologies no han permès avançar una història d'Amèrica més desapassionada, menys nacionalista, que permeti un acostament entre els pobles espanyols i americans.

#### Disputa sobre el genocidi
Un dels punts més polèmics en disputa és la dramàtica disminució de la població indígena a Amèrica, ja assenyalada per las Casas. A pesar que la documentació actual no permet afirmar que l'objectiu de la Corona fora exterminar als indígenes, la tesi del genocidi a Amèrica no ha deixat de tenir proponents en historiadors com Laurette Sejourné. Un altre proponent d'aquesta tesi és Miquel Izard i Llorens de la Universitat de Barcelona, qui des del Boletín Americanista ha tractat de desmuntar el que anomena «fal·làcies de la "llegenda apologètica i legitimadora"», afirmant que els autors que defensen l'existència de la llegenda negra «escamotegen o camuflen el passat» i adopten actituds «racistes, etnocéntriques, ecocides i masclistes», sent les obres d'aquests autors un conjunt d'«al·lucinacions, artificis, enganys, rondalles i mites». Un símptoma d'aquesta discussió és la guerra de xifres sobre la població precolombina, que oscil·len entre els 110 i els 7,5 milions; així les xifres altes són defensades per aquells que assenyalen la importància del «genocidi» i comportament «salvatge» dels conqueridors i les xifres baixes per aquells que tendeixen a minimitzar l'impacte del xoc entre ambdues civilitzacions.
La historiografia recent tendeix a culpar a les malalties portades pels europeus de la dràstica disminució de la població americana, més que a les «matances sistemàtiques» i les «crueltats infinites» denunciades per las Casas. A pesar que és clar que l'acció violenta dels conqueridors, la política de maltractaments imposada, l'exigència desorbitada de treball i tributs, el desplaçament massiu de comunitats i l'enfonsament dels sistemes socioeconòmics tradicionals van tenir una influència certa en la caiguda de la població, sens dubte és l'«agressió microbiana», que ja havien descrit els cronistes de l'època, la causant de la major mortalitat. Principalment la verola, però també el xarampió, la grip, la pesta bubònica, la tuberculosi, la malària o la febre groga van ser responsables de la mort de fins a un 97% de la població indígena. De fet, s'ha assenyalat que, sense la ruptura social que van suposar aquestes malalties, la conquesta hagués estat poc menys que impossible. No obstant això, no per ignorar els mecanismes de transmissió d'aquestes malalties s'ha deixat de subratllar la responsabilitat dels conqueridors europeus en la seva extensió. Tzvetan Todorov ho expressa de la següent manera:
| «                                                                       | Però es podria dir que no té sentit buscar responsabilitats, o si més no parlar de genocidi en comptes de catàstrofe natural. Els espanyols no van procedir a un extermini directe d'aquests milions d'indis, i no podien fer-ho. Si examinem les formes que adopta la disminució de la població, veiem que són tres, i que la responsabilitat dels espanyols en elles és inversament proporcional al nombre de víctimes que produeix cadascuna: 1. Per homicidi directe, durant les guerres o fora d'elles: nombre elevat, encara que relativament baix; responsabilitat directa. 2. Com a conseqüència de maltractaments: nombre més elevat; responsabilitat (amb prou feines) menys directa. 3. Per malalties, a causa de el “xoc microbià”: la major part de la població; responsabilitat difusa i indirecta. | » |
| — Tzvetan Todorov, La conquista de América. La cuestión del otro (1987) | |   |